# ゼノブレイド
『ゼノブレイド』（Xenoblade、英: Xenoblade Chronicles）は、任天堂より2010年6月10日に発売されたWii用コンピュータRPG。開発はモノリスソフト。

## 概要
巨大な神の骸を舞台にした広大なフィールドと、シームレスな戦闘、機械と人との戦いをテーマにしたロールプレイングゲーム（RPG）。
総監督・原案は高橋哲哉。脚本は高橋哲哉と共に、『ゼノサーガI・II』にて脚本を担当した竹田裕一郎が共同執筆した。また、高橋が担当した作品に共通している「ゼノ」を冠しており、以前のタイトルに関わってきたスタッフも多く参加している。本作には特定のキャラデザイナーはおらず、メインの3Dモデラーが即興でモデルを作り、スナップショットを基にキャラクターアートを作るという通常とは逆の制作順序になっている。
内容はサイエンス・ファンタジーである。公式には過去の「ゼノ」を冠したゲームタイトルである『ゼノギアス』（スクウェア/後のスクウェア・エニックス）および「ゼノサーガシリーズ」（ナムコ/後のバンダイナムコゲームス）とは世界観・ストーリーの関連性はないが、用語や一部デザインなど関連作に近いものは存在する。
2014年6月にはE3において新作である『ゼノブレイドクロス』が発表され、さらに同年8月29日のNintendo 3DS DirectにてNewニンテンドー3DS専用ソフトとして本作を移植することが発表、2015年4月2日に発売された（詳細は#Newニンテンドー3DS版を参照）。次いで2016年7月27日より、Wii Uのニンテンドーショップでダウンロード版の販売が開始された（Wii UのWii互換機能を応用したもの）。Wii U GamePad単体でのプレイが可能になっている。
さらに2017年には、Nintendo Switch用ソフトとして、『ゼノブレイド2』が発売された。直接的なつながりはないが、一部の設定は共通している。
2020年5月29日には、グラフィックとモデリングをHD解像度で描き直し、後日譚となる追加シナリオ「つながる未来」を収録したリマスター版『Xenoblade Definitive Edition（ゼノブレイド ディフィニティブ・エディション）』がNintendo Switch用ソフトとして発売された。
2022年7月29日には、集大成である『ゼノブレイド3』が発売された。1と2の世界の未来を繋ぐ物語となっている。

## 開発経緯

### Wii版
開発のきっかけは、「神の巨大な体の上で人々が暮らしているのは面白いのではないか」と考えた高橋が、2006年7月にモノリスソフト社内で巨神（きょしん）と機神（きしん）の模型を作ったことで、そこからテーマを「未来視」に決めてゲームシステムと物語を考えていった。
モノリスソフト社長の杉浦博英から「新しい企画がある」と『DISASTER DAY OF CRISIS』の開発中に模型を見せられた任天堂企画開発部の山上仁志は、模型に惹かれたことや『DISASTER』の次の企画を考えていたことから本作の開発着手に前向きになった。その後『DISASTER DAY OF CRISIS』の開発終盤から徐々に本作の開発に移行する事になり、2007年4月に試作をはじめた。小島幸は試作段階の途中から参加した。
高橋は、本人がやりたいことをすべて実現しようとすると発売時期に間に合わない事が判明し、山上に相談したところ「ここまでつくったんだから、最後まで行きましょう。会社の説得はわたしがしますから」と言われたと語っている。

### Nintendo Switch版
企画の立ち上げは2017年末頃、『ゼノブレイド2』のDLCの開発と同時に進め、2018年5月に新タイトルと合同でプレゼンをして『ゼノブレイド2』のDLCのマスターアップ後の8月にスタートした。
『Definitive Edition』の由来はゲーム内容はそのままにしつつ、アップグレードを施し、オリジナルを尊重したリマスターになっている。決め手は任天堂と相談して決めた事。
リマスター制作の際に限られた製作費と期間が全て新規で作り直す事も出来ず、新規で作り直すものとそうでないものの線引きを行った。武器、装備品、エネミー、マップモデル等はテクスチャーのアップコンバートとシェーダー用のテクスチャー追加のみになり、メインメンバーや重要キャラの顔と手、モナド、イベントシーンのフェイシャルアニメーション、「つながる未来」の新規装備等は全て新規作成されている。モノリスソフトの一部のスタッフがこだわりを発揮し、当初は変更予定が無かったモブやエネミーやマップモデルに手を加える様になり、アップグレードをした。
UIの見直しは"分かりやすさ"と"コンテンツを遊び尽くしてもらうためのUI"の二つのコンセプトがある。これらを実現する為に膨大なコンテンツをユーザーが諦めたり気づかなかったりする事無く遊び尽くす事が出来る仕様を取り入れた。具体的にはナビルートやチャンスアーツ、装備のフィルターとお気に入り機能を追加した。
楽曲に関しては全てオーケストラでの再収録は出来なかった。楽曲に優先順位を付け、優先度の高いフィールド曲、バトル曲をオケ編成での生収録とし、予算と期間を勘案して収録。生録音ができない他のフィールド曲、バトル曲もアレンジを加えたり、デジタル音源を新しい物にしたりしてクオリティーアップ。イベント曲はアレンジしてテンポなどを変えるとイベントシーンを修正する予算が増加する恐れがある為、オリジナル版のままにした。『敵との対峙』のみほぼ編集せずにそのまま使われている事や人気の曲である事から、新規生演奏の楽曲となっている。
ストーリーとバトル等のゲーム内容は変えない事が大切と考え、変更を加えないオリジナル版のままだがオートセーブやカジュアルモード、クエスト、ランドマークEXPをストックしたり、任意にレベルダウンする上級設定、タイムアタック、イベントシアター、ファッション装備を加えた。
「つながる未来」の制作経緯はユーザーに分かりやすくするようにアピールでき、未来の用語がコンセプトになった理由から制作した。シナリオは関係者間で話し合って方向性を決めた。イベントリーダーの大田守が仕上げた。

## ゲームシステム
冒険の舞台となる広大なフィールドは、古代神の骸の各部位である。街からフィールド、戦闘までがシームレスに繋がったオープンワールド的世界を探索できる。
一度発見したランドマークに瞬時に移動できるスキップトラベル機能や、これまでのあらすじをまとめた「ストーリーメモ」、次の目的地を示す矢印表示機能など、快適なプレイをサポートする機能が充実している。
時間経過や天候変化の概念があり、それによって起こるイベントや出現するモンスター、住人等が変化する。時間は操作が可能である。時間、天候、及びキャラクターの装備は全てイベントシーンに反映される。
また、操作キャラクターが戦闘不能になったり、全員が戦闘不能になってもゲームオーバーにならず、最後に到達したランドマークに戻される。
シームレスの導入の理由はターン制バトルだと没入感を感じなくなる為、シームレスが選ばれた。

### 戦闘
プレイヤーキャラクターを操作するリアルタイム戦闘。パーティメンバーは3人編成だが、操作するのは1人のみで、残りの2人はAIによる自動操作となる。攻撃は、自動攻撃と各キャラクターが持つアーツ（技）により行われる。アーツはレベルアップで習得し（一部イベント習得もある）、“バトルパレット”と呼ばれる戦闘で使用するアーツの一覧に、配置や組み合わせを自由に選択して最大8つまで組み込める。
アーツには再度使用するためのリキャストタイムがそれぞれに設定されており、連続して同じアーツを使うことはできない。アーツは戦闘やクエストで獲得した「AP」を消費することで、威力や効果時間、リキャストタイムなどを強化できる。なお、アーツには分類により“色”が振り分けられており、チェインアタック（後述）に関係してくる。
また、通常のアーツとは別に各キャラクター固有の特別なアーツであるタレントアーツが存在する。タレントアーツは通常のアーツと異なりリキャストタイムが存在しないが、オートアタックなどで「タレントゲージ」を溜めなければ使用することができず（一部例外あり）、使用するとタレントゲージを消費するため、一度使ったら、再度ゲージを溜めなければならない。また、必ずバトルパレットの中央に配置され、場所を入れ替えたり外すことができない。
以上のオートアタック、アーツ（タレントアーツ）、及びリキャストタイムの概念はプレイヤーキャラクターだけでなく敵にも存在する。
アーツの“特効”やクリティカルなどでパーティゲージを溜めると、戦闘不能になった仲間を復活させたり、3人全員で攻撃を行う強力なチェインアタックを行ったりできる。
チェインアタックでは時間が止まり、自操作キャラクター以外の仲間のアーツも自由に使うことができる上に、リキャスト中のアーツも使用可能になる（タレントアーツはゲージが溜まっていないと原則使用不可）。通常は3回の攻撃（一巡）で終了するが、仲間同士の「キズナ」の強さによってはそれ以上の攻撃も可能。ただし、一度のチェインアタックにつき同じアーツは一回しか使えず、仲間の状態によっては参加人数が減ってしまうこともある。また、先述のアーツの“色”を同色で揃えると「CHAIN数」が増え、CHAIN数に比例してアーツのダメージが何倍にも膨れ上がる。タレントアーツは白色（無色）であり、どのアーツからどのアーツに対しても繋ぐことができる。

#### 未来視（ビジョン）
敵からの致命的な攻撃が事前に見え、自らの行動でそれを回避することができる、本作を象徴するシステム。攻撃の分類、攻撃範囲、攻撃対象、ダメージ量、攻撃が来るまでの残り時間などがタグで表示され、上手く対処できれば未来視が“ブレイク”されて、テンションの大幅な上昇など、戦闘を優位に持ち込むことができる。
この未来視はストーリーにおいても重要な意味を持っており、場合によってはクエストにまで関わってくることがある（後述）。また、「つながる未来」では使用不可能。

### キズナ
市民とのキズナや仲間とのキズナを深めることの出来るシステムで、メインキャラクターや市民の人間関係に影響する。市民の場合は話しかけたりクエストを引き受けたりすることにより、メインキャラクター間のキズナは戦闘中の「突発キズナ」を成功させることなどにより深められる。市民のキズナを深めると、受注できるクエストが増えたり、交換できるアイテムが増えたりする。メインキャラクターの「キズナ」は、キャラクター同士の会話やスキルリンク、チェインアタックなどに影響する。より、キズナをふかめることによりキズナトークができる。

### スキル
キャラクターには数種類の性格が存在し、選んだ性格に合わせて様々なスキルを習得していく。スキルの習得には、戦闘やランドマークの発見などで獲得できる「SP」が必要となる。一度習得したスキルは他の性格に変えても有効。レベルアップとユニークモンスターの撃破で獲得できる「キズナコイン」の数に応じて、他の仲間が習得したスキルもリンクして使うことができる（何度でも付け替え可能）。ただし、仲間同士の「キズナ」を深めなければ多くのスキルをリンクすることはできず、キャラクター間ごとにリンクできるスキルの種類もある程度定まっている。

### ジェム
武器や防具にはめ込むことで、ステータスの強化など様々な効果をもたらす宝石。フィールドで採取したりモンスターを倒すことで得られる「エーテル結晶」を練成する（これを「ジェムクラフト」と呼ぶ）ことで作り出せる。ジェムクラフトはパーティメンバーから2人を選び、「シューター」と「エンジニア」に分かれて行う。シューター、エンジニアともにキャラクターごとに得手・不得手があり、目的に応じて起用する。2人の「キズナ」の強さに応じて練成回数が増え、場合によってはクラフトに参加していない他の仲間も介入してくる。練成には2つ以上の結晶を投入しなければならず、結晶の数は計8つに達するか、いずれかの効果の純度が100%に達するまで投入できる。クラフトでは、純度が100%以上になった効果はジェムになり、クラフト終了時点で100%に達しなかった効果は「シリンダー」になる。

### クエスト
基本的には街やフィールドにいる人物から受注する。内容は素材集めかモンスターの討伐であることが多い。達成すると、EXP（経験値）や装備品などが成功報酬として得られる。特定の地点に行くと突然発生する「サプライズクエスト」や、受注・進行に制限期間が存在する「時限クエスト」、ストーリー上絶対にクリアしなくてはならない「ストーリークエスト」などの分類もある。

## ストーリー
我々のいる宇宙とは異なる、別次元の宇宙において――
遥か昔、この世界がまだ果てない海と空だけだった頃、巨神と機神の二柱の神は、互いのすべてをかけて戦い、骸となった。
それから幾千の月日が流れた。
巨神界に暮らすホムス族は、機神の骸から生まれたとされる機械生命体、機神兵の侵攻によって存亡の危機に瀕していた。機神兵たちはホムスに対し情け容赦のない殺戮を続けていたが、かつて機神を討ち果たしたといわれる神剣、モナドを振るう英雄ダンバンの手によって、辛くも退けられる。しかし、モナドの強大な力はダンバンの身体をも蝕んでおり、心身をひどく消耗した彼は長きに渡る療養を余儀なくされた。
それから一年後。つかの間の平和を謳歌していた人々の暮らす「コロニー9」が突如として舞い降りた機神兵によって再び襲撃を受けた事により、主人公シュルクの物語が動き始める。
シュルクは出会う仲間たちと力を合わせ、機神兵と戦う。だが、機神界に乗り込んでから、初めて機神と巨神の壮絶な過去を知る。それを知ったシュルクは、巨神と機神が互いに手を取り合い、神のない世界の創造を目指し、奮闘する。

## 登場人物

### メインキャラクター
シュルク（Shulk）
種族：ホムス 性別：男 年齢：18歳 身長：171cm
基本的性格：誠実・博愛・直感/本質的性格：弱気・英雄
声：浅沼晋太郎
本作の主人公。コロニー9の防衛隊兵器開発局に所属し、謎の剣モナドを研究するかたわら、ディクソンの見よう見まねで武器開発も行う、素直で誠実な青年。温和で争いごとを好まないが、どんな敵にも恐れず立ち向かう勇敢さを内に秘めている。技術探求に余念がない根っからの学者肌で、身体を動かすのはやや苦手。機械いじりが好きだが、毛虫と野菜は嫌い。恋愛事には疎く、フィオルンに好意を抱いているもののそれが恋愛感情とは自覚できていない。悩みや苦しみを抱え込む傾向があり、仲間に度々心配される。
モナド探索隊に参加していた両親の間に生まれたが、探索隊は14年前、モナドの中に眠っていたザンザに命を吸われ全滅してしまう。シュルクもその時命を落としていたが、ザンザが自らの依り代としてシュルクを選び、命の代わりとなったことで生き延びる。そして、ザンザの使徒であるディクソンの手でモナドと共にコロニー9へと運ばれた。
これまで研究中のモナドを握ることで、ダンバンが使用していた時には現れなかった「未来視（ビジョン）」を幾度か体験する。しかし、その謎について研究が進まないでいる内に突如コロニー9が機神兵団に襲撃され、機神兵たちを倒すためにダンバンに替わってモナドを握る。
モナドを振るうことができるのも、未来視を見られるのも、すべてザンザ（＝モナド）を内に宿しているためであり、ザンザにそそのかされるような場面も作中に何度か見られた。
コロニー9での戦いのあと、黒い顔つきの機神兵を斃すためにラインと共に旅立つ。 旅立った当初は機神兵に対し強い怒りを露わにしていたが、後に、かつて機神界に起こった悲劇を知り、機神兵を操るエギルとの和解を望むようになる。
物語終盤、前述の14年前の出来事の真実を知らされ一時は塞ぎこんでしまうが、夢の中に現れたアルヴィースの言葉により奮起し、世界を守るためザンザに立ち向かうことを決意する。
戦闘においてもモナドの強大な力はパーティーの要となり、モナドの様々な能力を解放する「モナドアーツ」や未来視などを用いて幅広い活躍を見せる。モナドをザンザに奪われたあとは、ミゴールらが作成した「モナドレプリカ」を手にして戦うようになる。モナドを失ったことで未来視は見られなくなるはずだったが、自分自身のモナドの力により未来視を再び見ることができるようになる。ザンザとの最終決戦では「モナドIII」という自らのモナドを手に入れ、ザンザを倒す。その後、アルヴィースからザンザ、メイナスの前世の記憶、この宇宙の誕生を知った後、自らの意思で「神に頼らない世界」を創り出した。
キャラクター性能としては、突出した能力がなく打たれ弱いが、モナドアーツの多彩な能力で様々な状況に対応でき、敵の側面や背面から攻撃すると効果が上がる強力なアーツをいくつか持っている。そのため、活躍するためには敵のヘイト（憎しみ）を集めてくれる仲間の存在が不可欠である。タレントアーツは、序盤は敵の体勢を崩す「ターンストライク」、モナド入手後はモナドアーツを使えるようにする「モナド解放」。
Switch版追加シナリオ『つながる未来』では、メリアと共に皇都を調査するため巨神肩を訪れる。武器は自身が作ったモナドレプリカの新作「モナド・R・EX（通称：レックス）」を使う。
フィオルン（Fiorung）
種族：ホムス→機械化ホムス 性別：女 年齢：18歳 身長：160cm
基本的性格：勇敢・大胆・活発/本質的性格：勝気・純真
声：中尾衣里
本作のヒロイン。海外版での名前は「Fiora」。ホムスの英雄であるダンバンの妹で、戦いの傷を癒すダンバンを献身的に介護している。両親は幼い頃機神兵の襲撃によって亡くなっている。
コロニー9の防衛隊員見習いでもあり、一対の短剣を振るい勇猛に闘う。入隊テストの際、その強さから防衛隊に欲しがられた。手料理が得意で、よくシュルクに振舞っていた。どんな苦境にあっても希望を棄てることはない明るく前向きな少女。野菜が好き。
シュルクに好意を抱いており、両想い同然となっているが、恋愛関係にまでは至っていない。また、ラインとは悪口も交えた冗談を交わす仲だった。
コロニー9が襲撃された際にムムカの手で殺害されたと思われていたが、実は機神界に連れ去られており、シュルクたちの前に再び現れた時にはフェイス・ネメシスのユニットとなっており、髪型もショートヘアになっていた。また、ヴァネアによってメイナスの魂を宿されていたため、フィオルンの人格は表に出られない状態であったが、ガラハド要塞でメイナスがシュルクたちを助けるために力を使い弱ったことでフィオルンの人格が表層に現れ、シュルクたちと再会を果たした。
再加入後は、双剣と機械の身体に仕込まれた多くの武装を用いて戦う。身体に埋め込まれたメイナスのモナドをエネルギー源にしており、それによって強大な力を発揮する。
全体的に高水準な能力を誇り、特に筋力はパーティメンバー中トップ。装備によってステータスが大きく変化し、多彩なアーツを持つため、一人で様々なバトルスタイルを演じ分けることができる。タレントアーツは、序盤は4連続攻撃を放つ「バタフライステップ」。再加入後は脚装備によってタレントアーツの内容が変化し、エーテル直線攻撃の「キャノンフラップ」、エーテル範囲攻撃の「ガンフラップ」、敵の攻撃を防御する「シールドフラップ」、単体物理攻撃の「ソードフラップ」の4種類のバリーエションを持つ。
自分の身体を勝手に使っていたメイナスを恨んだりすることはなく、大きな目的を持った彼女の為に力を貸してあげたいと思っている。また、機械の体躯となったことで幾度も身体に異常をきたすが、安静にしているよりシュルクの隣で共に戦い続ける道を選ぶ。メイナスがザンザによって消滅させられ、メイナスのモナドも奪われたため、残ったエネルギーを使い果たせば機能停止してしまう状況に陥ったが、エンディングでは元の人間に戻り、機械化時の髪型になっている。
ライン（Rein）
種族：ホムス 性別：男 年齢：18歳 身長：190cm
基本的性格：根性・熱血・努力/本質的性格：短気・友情
声：宮下栄治
シュルクとフィオルンの幼なじみ。コロニー9の防衛隊員。海外版での名前は「Reyn」。
感情豊かでワイルドな性格をしている。考えるより先に行動するタイプで、それが原因で突っ走り失敗をしてしまうこともある。情熱的な性格を象徴するかのような赤毛が特徴であり、理不尽なことには強い怒りを表して抗議し、仲間が苦しむ姿を見過ごすことができないなど、その実直な人柄は皆の中で欠かせない存在となっている。なお、シュルクやフィオルンと同様に、早くに両親を亡くしている。栄養満点のなすびである「スタミ・ナス」が大好物で、クモが嫌い。
親友のシュルクとはまるで正反対の性格だが、昔からとても仲が良い。ダンバンを尊敬し、諺や格言を好んで使うが間違いだらけで仲間によく突っ込まれる。
物語の序盤でフィオルンからは「シュルクにけがをさせない」と約束しても信用されなかったり、小さな女の子にも小馬鹿にされたりと、なにかと周りにいじられている。
最初はガドに似ているとたびたびカルナに言われてふて腐れていたが、落ち込んでいたときに励ましてくれた彼女に次第に好意を抱くようになる。
防衛隊でも使われている先端に刃のついた盾、「バンカー」を武器とし、自身の頑健な肉体を活かしシュルクや仲間を守る盾役として活躍する。
アーツ効果によりヘイトを集めて敵の攻撃を一手に引き受ける役目を担い、パーティメンバー屈指の体力で受け耐える。タレントアーツは敵を挑発し大量のヘイトを獲得する「マッドタウント」。
ダンバン（Dunban）
種族：ホムス 性別：男 年齢：30歳 身長：180cm
基本的性格：英雄・粋・慎重/本質的性格：頑固・熱血
声：堀川りょう
一年前の機神兵との大戦でモナドを操り、巨神界を機神兵から守った英雄。
その際、モナドの持つ強大な力を御しきれずに負傷し療養中であったが、コロニー6における黒いフェイス襲来時に駆けつけ、以降シュルクたちと行動を共にすることになる。
かつての自分以上にモナドを使いこなすシュルクに対して嫉妬することはなく、むしろ信頼している。
また、たった一人の家族であるフィオルンを兄として大切に想っており、妹を嫁に出すならシュルクにと心に決めている。
若い頃の自分をラインに重ねて見ることもあり、3人にとって良い兄貴分であったことがうかがえる。
一年前の無茶な戦いぶりから、ディクソンには「イノシシ」呼ばわりされている。現在はそのような無鉄砲さは抑えられているが、たまにイノシシと自嘲したりもする。
周囲の人物から英雄と称えられるが決して気取ることはなく、常に飄々としている。
シュルクたちの保護者を自称し、冷静な判断と情に熱い一面をそなえている。しかし、かつてモナドの扱いを巡って争ったムムカの本性を見抜くことができなかったという、「お人よし」故に人間らしい弱さも持ち合わせている。
大戦での負傷で使えなくなった右腕にかわって、左腕のみで刀や槍、鎌などを振るって戦う。利き腕でないにもかかわらず、その戦いぶりは鬼神の如き迫力をもつ。資格が無いにもかかわらずモナドを振るうことができたのは、彼の卓越したテクニックのなせる業である。
パーティメンバーの中では最も素早さが高く、攻撃力もかなりのものを持つ。ラインと同じくヘイトを集め味方に攻撃がいかないようにする役目を担うが、ラインとは対照的に、単純に高いダメージを与えることでヘイトを稼ぎ、攻撃も受けるのではなく避けることで凌ぐ。タレントアーツはタイミングよくボタンを押すことで敵に大ダメージを与える「桜花乱舞」。
カルナ（Cerna）
種族：ホムス 性別：女 年齢：21歳 身長：168cm
基本的性格：献身・忍耐・強気/本質的性格：依存・愛情
声：渡辺明乃
コロニー6で衛生兵として働いていた女性。海外版での名前は「Sharla」。コロニー6が機神兵に襲撃された際、脱出艇で弟のジュジュや生き残った人々と共に逃れ、巨神脚でキャンプを設営し潜んでいた。
その際コロニーに残って戦った婚約者ガドの事を気にかけており、コロニー6奪還の戦いの後は、どこかで生きているかもしれない彼を探すためにシュルク達の旅に同行する。
衛生兵らしく世話好きで面倒見がよく、落ち込む仲間を励ましたり、恋に悩むメリアを応援したりする。勇ましくたくましい男が好き。野菜や果物も好む。
その一方で他人への依存心が強く、身内に何かあると取り乱してしまうことも。
ジュジュを叱るラインの姿などにガドに重ねて見ることが多かったが、やがてガドの面影を離れ一人の男としてラインを意識するようになる。
機神界でようやくガドと再会し喜んだのも束の間、彼が記憶を失い襲い掛かってくることに動揺を隠せずにいたが、メイナスのおかげでガドを取り戻す。その後ガドは自分達を機神復活の余波から庇ったことで命を落としてしまい、愛する人と永遠に別れることになってしまうが、彼の「生きろ」という遺言と、ラインの叱咤激励を受けて悲しみを乗り越える。
ガドから手ほどきを受けた長距離射程のライフルを操り、エーテル弾を触媒として味方の回復や補助などの後方支援を行う。攻撃は不得手なものの、回復役としては最も優秀であり、強敵との戦いで活躍する。アーツを使用すると銃身に熱が溜まっていくため、タレントアーツ「クールダウン」で排熱を行う。
メリア（Melia）
種族：ハイエンター 性別：女 年齢：88歳 身長：156cm
基本的性格：冷静・率直・堅実/本質的性格：内気・情熱
声：勝田詩織
多くの不幸に見舞われるが、何があっても気丈に振舞い続ける芯の強い女性。高貴な物腰、立ち居振る舞いが特徴。草花を愛し、神秘的な物を好む。暑いのが苦手。箱入り娘のため、若干俗世間に疎いところがある。海外版では名字がエンシェントから「Antiqua」に変更されている。
見かけはホムスの年齢で言うところの少女（17〜18歳位）だが、ハイエンターの年齢では88歳にもなる。
テレシアの討伐を目的にハイエンターの都からマクナ原生林に降りて来ていた。その戦いで従者たちを失い、彼女自身も疲弊し倒れていた所をシュルク一行が保護する。
エーテルを駆使した戦いを得意とし、他の仲間とは違い触媒なしでエーテルの力を操ることが可能。装備武器はエーテル集中用の杖。
いわゆる「魔法使い」的なキャラクターであり、高いエーテル力を活かして物理耐性の高い敵との戦いで大活躍を見せるが、非常に打たれ弱いため、敵からの攻撃に注意する必要がある。タレントアーツは様々な属性の「エレメント」を射出する「エレメント発射」。さらに、タレントゲージがMAXになるとエレメント発射のダメージ量が2倍になるオーラ「エレメントバースト」を発動できる。
シュルク達には自分の正体を伏せていたが、実はハイエンター族の第一皇女「メリア・エンシェント」。皇族のある掟によってハイエンターとホムスの混血として生を受けた。そのため、純血のハイエンターである継母の光妃ユミアからは存在自体を疎まれているが、父ソレアンや腹違いの兄カリアンとの関係は良好である。実母である影妃は既に亡くなっている。また、古い考えと化してはいるものの、ユミア同様ホムスとの混血児を好ましくないものと思っている者も少なからずいるため、公の場では常に仮面を付けて現れ、普段は離宮での生活を余儀なくされている。
混血児ゆえにテレシア化することがなく、そのためにハイエンターの希望として期待を一身に集める。数多の試練を乗り越え、皇太子の資格を得る。旅を続ける内に次第にシュルクに片想いをするようになるが、後にフィオルンのシュルクに対する深い想いを知り、自ら身を引く。
Switch版追加シナリオ『つながる未来』では、シュルクと共に皇都を調査するため巨神肩を訪れ、皇都に現れた謎の存在「霧乃王」の討伐に乗り出す。
リキ（Riki）
種族：ノポン 性別：男 年齢：40歳 身長：60cm
基本的性格：陽気・純真・柔軟/本質的性格：臆病・勇者
声：甲斐田ゆき
サイハテ村の「今年の」伝説の勇者。勇者と言われるだけあって生命力も凄まじく、すでに（少なくとも）11人の子供がいる。腹に大きな十字傷があるが、これは過去にオカを巡って他のノポンと争ったときにできたもの。虫を食べるのが好き。
大食らいのたくさんの子供達のせいで村に対して多くの借りを抱えており（本人いわく「『フニャマコ』20000匹分」）、その借りを返すためにシュルク達に協力する。
独特のネーミングセンスが光る中年ノポン。仲間のことを「オトモ」と呼ぶ。ラインからは常に「おっさん」呼ばわりされ、リキも何かにつけて言い返すなど良きライバルとなっている。
メリアに対する態度は明らかに他の仲間と違い、メリアにだけは自分の体を抱いてもふもふしてもいいと言う。
見た目も言動も仕草も非常に幼いが、ときには歳相応の大人らしさを見せ、ダンバンを励ますこともあった。
ノポンの戦士たちも愛用する、敵を噛み付かせたり殴ったりできる「カムカム」という武器を使う。リキ袋なる器官に様々なものを詰め込み、炎や毒、氷塊などを口から吐いて戦う。素敵な香りらしい勇者の吐息で仲間を回復したりもする。
敵にデバフ（状態異常）を与えるアーツを豊富に持ち、直接的なアーツのダメージよりも、デバフによる追加ダメージを主体に戦う。ラインと並ぶ非常に高い体力を誇るが、そこまで打たれ強くはない。商業種族らしく、レア宝箱の出現率上昇やアイテムの売値額増加などのスキルを習得し、タレントアーツも敵からアイテムや能力を盗む「イタダクも」である。
水辺では他のパーティーメンバーが歩ける程度の浅瀬でも足が付かないため、戦闘行動がとれなくなる（泳いでいるだけ）。
本作開発元であるモノリスソフトのホームページに連載されているブログ形式のスナップ写真掲載コーナー「モノリスソフトへようこそ」では2011年3月の更新から、このリキがリポート・解説を行っているという体系が採られている（写真に写っているリキのぬいぐるみは、設定資料集兼ファンブックの『ゼノブレイド ザ・シークレットファイル モナド・アーカイブス』発売に際して作られたもの）。

### サブキャラクター

#### ホムス
ムムカ（Mumca）
種族：ホムス→機械化ホムス 性別：男 年齢：30歳 身長：195cm
声：若本規夫
ダンバン達の元戦友。爪状の武器を装備して戦う。狡猾だが腕は立ち、ダンバンからも信頼されていた。
かつてモナドを巡りダンバンと競ったことがあり、その為かモナドやダンバンに過剰に執着する。
一年前の戦役ではダンバン達を見捨てて逃走を図ったものの、誤って敵の待ち受ける方角へと向かってしまい、それ以来消息を絶っていた。
その後は黒いフェイスのユニットとしてたびたびシュルクたちの前に立ちはだかり、ヴァラク雪山にてその生身の姿を初めて見せる。その性格のため、機械化されたことを不満に思わず、強大な力を得られたため逆に喜んでおり、フェイスとなった後はフィオルンの殺害（未遂）、ソレアンの始末など極悪非道の限りを尽くす。
最後は大剣の渓谷での戦いで自らの放った攻撃が引き金となり、建物の瓦礫が機体に突き刺さり落下、海上で大爆発し自滅した。その残骸は落ちた腕の小指の砂浜付近に落下しており、ランドマークになっている。
落ちた腕でのキズナトークによると、劇中の時代より前に機神兵により滅ぼされてしまったコロニーの出身である。
冒頭の戦いでディクソンと共に一度だけバトルメンバーとして参加する。
ヴァンダム（Vandamme）
種族：ホムス 性別：男
声：風間信彦
コロニー9の防衛隊長。部下に厳しい鬼軍人で、懲罰として腕立て伏せ1億回、腹筋2万回の追加、さらにはコロニー周辺のうさぎ跳び50周を命令することもある。そんな激しい性格であるが隊員からの信頼は厚いようで、ラインからも尊敬されている。
直角型の特徴的な髭を生やしていることから、ラインとシュルクの間では「チョッカクヒゲ」というあだ名で呼ばれている。
機神兵によるコロニー9襲撃時に黒いフェイスによって殺されたと思われていたが実は生きのびており、後の機神界との決戦時に復帰を果たす。
ジュジュ（Juju）
種族：ホムス 性別：男 年齢：13歳 身長：150cm
声：羽鳥健一
カルナの弟。心優しい性格だが、その性格ゆえコロニーに勝手に様子を見に行こうとして姉を困らせがち。ガドを父親のように慕っていた。
意見を聞かず、反対ばかりするシュルク、ライン、カルナを理屈ばかりで行動を起こそうとしないと決め付け、3人に黙ってコロニー6に行こうとした途中でゾードにさらわれ、人質に取られるもシュルク達に助けられた。
後に壊滅したコロニー6復興の総責任者として行動したり、オダマとともに戦いに参加したりするほどの成長を遂げる。
オダマ（Odama）
種族：ホムス 性別：男 年齢：60歳 身長：165cm
声：納谷悟朗
コロニー6の防衛隊長。カルナの上官。機神兵に占領されたコロニー6防衛隊での唯一の生き残りである。頑固な老兵だが、カルナやシュルクらを気遣う面もある。
シュルクの見た未来視では、コロニーの仲間の仇討ちをしようとして命を落とすはずだったが、シュルクとラインの救助により九死に一生を得る。
ディクソンらと共に1年前の大剣の渓谷での戦いを生き抜いており、後にカリアンが結成する巨神界連合軍にホムス代表として加わることになる。
ガド（Gad）
種族：ホムス→機械化ホムス 性別：男 年齢：26歳 身長：191cm
声：竹内幸輔
カルナの婚約者で、コロニー6の防衛隊員。屈強な軍人で、エーテルライフルの名手。
コロニー6が機神兵に襲われた時もオダマと共にコロニー6に残って戦っていたが、大事にしていたライフルを残して消息不明となる。
実はムムカやフィオルンと同様に機神界に連れ去られ緑のフェイスのユニットに改造されており、記憶を消されてシュルクたちの前に立ちふさがる。カルナに近しい人物として戦いの途中何度かラインと口論となる。メイナスの力で元の心を取り戻すものの、その後機神復活の余波からカルナを庇い命を落とす。そのときのガドのカルナたちを守りたいという強い想いが、メイナスの完全復活を促した。

#### ノポン族
ドンガ（Donga）
種族：ノポン 性別：男
声：山田泰功（やまだん）
ノポン族の集落、サイハテ村の村長。自分はサイハテの樹と同じくらい長く生きているのだと吹聴しているが、真実は定かではない。
ノポン族にとって重要な花粉玉の最高の素となる花粉をもつ、キイロの花をあしらった衣装をまとった出で立ちをしており、他のノポンより一回りほど大きい。また、立派な髭と毛をもち、語尾に「〜じゃも」とつけて話す。
カンによる予知ができ、その予言は村の住民から意外にも信頼されている。
リキが背負った借りをチャラにすることを条件に、リキを今年の伝説の勇者に任命する（実際は都合の良い強制労働である）。
後にノポン族代表として巨神界連合軍に参加し、ノポン軍を率いる。
オカ（Oka）
種族：ノポン 性別：女
リキの妻。リキが旅に出ている間、彼女が女手一つで11人の子供たちを育てている。
夫のリキを尻に敷いている恐妻だが、リキがシュルクたちと旅立つ際に見送りに来るなど、夫婦としての関係は悪くない模様。

#### ハイエンター
ソレアン（Sorean）
種族：ハイエンター 性別：男 年齢：320歳 身長：194cm
声：中田譲治
巨神界最古の種族であるハイエンター族をまとめる皇主。伝統を重んじ、多くの臣民から愛される理想的な君主。厳格な人物であり、一時はモナドを持つシュルクらを警戒し拘束することもあったが、老人のために移動用の乗り物を作らせるなど、優しい性格の持ち主でもある。
娘であるメリアを愛し、希望と呼ぶ。
本編開始の1ヶ月前、アルヴィースによって自分が死ぬ未来視を見せられ激しく動揺するが、機神兵の監獄島襲撃を前に自らの運命を受け入れ、単身監獄島に赴き、始祖が封じたとされる存在であるザンザを復活させる。そして未来は現実のものとなり、ムムカの凶刃に倒れ、愛娘の腕の中で息を引き取る。
カリアン（Kallian）
種族：ハイエンター 性別：男 年齢：151歳 身長：187cm
声：小尾元政
ハイエンターの皇子にして、メリアの兄。皇都で父の補佐をしている。心優しく、腹違いの兄妹であるメリアをとても大切にしている。
ダンバンやディクソンもその器を認める傑物で、優男風な外見に似合わず、非常に勇ましい。
初めは他のハイエンターと同様に保守的で、機神兵と戦うのに消極的だったが、監獄島襲撃を受けて考えを改める。皇主である父亡きあとは、皇太子であるメリアに代わり、摂政としてハイエンターを率いる。
そして機神界に対抗するため、巨神界の力を結した連合軍を結成、自らその指揮を執る。機神兵との決戦の際も、アルヴィースの助言から機神復活の可能性を見抜き、戦線を大剣の渓谷から下げさせて被害を最小限に抑えるなど、聡明さを見せた。
ディクソン率いるテレシアの群れによるメリアらの危機にも駆けつけるが、ロウランの謀略により高濃度のエーテルを浴びせられ、テレシアと化してしまう。その場はなんとか理性を保ちディクソン、ロウランに突っ込み皆を逃がすことに成功するが、後に巨神胎内で現れたときは意識まで完全にテレシアに取り込まれてしまい、ロウランに融合され襲いかかる。しかし、シュルクらに倒され力が弱まると意識を取り戻し、メリアにハイエンターの未来を託す最期の言葉を遺し、テレシア体を崩壊させロウランを道連れに昇天していった。
ユミア（Yumea）
種族：ハイエンター 性別：女
声：佐藤麻子
ソレアンの光妃でカリアンの実母。歴史の影で皇家を操っていたとされることから“裏皇家”とも呼ばれる巨神教異端審問官の長。
影妃（ホムス）の血を引くメリアの存在を疎んじ、命を狙っていたが、後にそのことが露見し、拘束される。
純血のハイエンターを待ち受ける運命を知りながらも巨神を奉じていた。後に巨神が目覚めたことで案の定テレシア化してしまうが、サブクエストでシュルクらに討ち果たされメリアに葬られる。タルコを邪険に扱っていたように見えたが、後の侍女の話では、母として娘のことを深く想っていたことが明らかになる。
タルコ（Talco）
種族：ハイエンター 性別：女
声：根谷美智子
巨神教異端審問官の刺客。常に仮面を被っており、ユミアの密命を受けメリアを暗殺しようとする。
後にコロニー6のゲート付近で倒れているところを発見するとサプライズクエスト発生となり、この時初めてタルコの素顔をしっかりと見ることができる。
純血のハイエンター同様に長い羽を持つがホムスとの混血児であり、ユミアの隠し子。そのためカリアンの異父妹にあたり、メリアと血の繋がりはないが皇族の血筋にあたる。巨神教の交わりの儀式によって生を受け、その際誤ってホムスの血が混じってしまったという。
自分が暗殺者という日陰の身にあるため、皇統を継ぎ日向に生きるメリアを妬んでいたが、後のサブクエストにおけるメリアのユミアへの介錯には感謝の意を表した。
Switch版追加シナリオ『つながる未来』でメリアと再会。1年前にメリアと別れてからは行く当てもなく各地を彷徨っていたが巨神肩に流れ着く。皇都で霧乃獣に襲われたテトを救った縁で彼のテレシア研究に協力していた。霧乃獣のグランデル侵攻の際は前線に立ち、都市の防衛にあたる。またナカマトークではメリアに対し、影として彼女を支えることを誓う。
テト（Teto）
種族：ハイエンター 性別：男
声：高橋花林（つながる未来）
ホムスとの混血である研究者志望の少年。金色の虫捜索のサブクエストを依頼してくる。
終盤のサブクエストで、皇都アカモートから逃げ遅れていたところをシュルクたちに救われ、ハイエンターをテレシア化から元に戻す研究資料の捜索をシュルクたちに依頼する。
Switch版追加シナリオ『つながる未来』では、巨神肩に自身の研究所を構え研究を続けている。研究熱心だが、危険を冒してまで一人で皇都に行くことはタルコから強く叱られている。霧乃王に対抗するためシュルクたちの武器の改造に協力する。

#### 顔つきの機神兵（フェイス）
黒いフェイス
声：若本規夫
全長：約14m（大砲含む）
コロニー9を襲った顔つきの機神兵。海外版での名称はMetal Face。
長く鋭い爪を武器とし、背中に構えた大砲からエーテル弾を放つ。機神兵が斬れるはずのモナドの斬撃が効かず、力なく倒れるシュルク達の目の前でコロニー9を思うままに蹂躙し、フィオルンを手に掛ける。この黒い顔つきを斃すことが、シュルクたちの旅の最初の目的となった。その後ゾードを打ち倒したシュルクたちの前に再び現れ、はじめて口をきく。
なお、エギルによる巨神界侵攻作戦の冒頭、監獄島での戦い以降姿をみせる黒いフェイスは頭部角や顎部、ウィング、長い爪状の武器などの形状が変更されている。
コアユニットは1年前の大戦時に機神界に連れ去られたホムスの戦士ムムカ。
他のフェイスとは違って生身の頃の記憶がはっきりと残っており、そのためか勝手な行動を多くとる。
ゾードを「とんだハッタリ野郎」と評したり、新参のフェイス・ネメシスを軽んじたりと、なにかにつけて優越感むき出しの発言が多い。その一方、ダンバンに執着し、モナドについて含みをもたせた台詞を語るなどコンプレックスを抱えた内面をのぞかせる一幕もある。
なお、名前を「黒のフェイス」と誤記されることが多いが、戦闘中の敵名表示や攻略本等ではほとんど「黒いフェイス」と表記されている（一度だけエギルが「黒のフェイス」と呼んだこともある）。
褐色のフェイス
声：玄田哲章
全長：約8m
コロニー6を襲った顔つきの機神兵。
右手に大槌を持っている。フェイスとして改造された時点で肉体の大部分を欠損しており、生身の部分が脳幹部と最低限の臓器しか残っていない。粗暴な性格になってしまっており、記憶が曖昧で「『褐（かち）』のゾード」という自身の名前の記憶さえも曖昧である。黒いフェイスを傷つけたホムスを小手調べ程度に弄ぶつもりで現れたと語る。
オダマはこのフェイスを「赤い顔つき」と呼んでおり、また、コロニー6を壊滅させた仇として生き残った人々から憎まれていた。
ジュジュを連れ去り中央採掘場でシュルク達と激戦を繰り広げるが、最終的に敗北し、意味深な言葉を残し爆発した。
なお、後にデジレーンというコロニー9に住む女性から、“一年前の機神兵団との決戦で亡くした自分の父親の職業は鍛冶屋で、いつもハンマーを振っていたことから「鍛冶屋のゾード」と呼ばれてこのあたりでは有名だった”という話を聞くことができる。
褐色のフェイス自体は量産型であり、他にも同種のフェイスは多数存在する。
のちに、ゾードであるかは定かではないが、エギルの支配下から解放された量産型フェイスがジュジュの危機を救っている。
フェイス・ネメシス
声：梅田未央
全長：約9m
機神界の副官ヴァネアによって製造・調整された、女性型の白銀の機神兵。
天使の輪のようなものやスカート状のパーツが付いた神秘的な外観をしており、双剣を振るって戦う。
コアユニットはフィオルンの身体を借りた機神メイナス。
巨神界侵攻作戦の冒頭、監獄島での戦いにおいて黒いフェイスと任務を共にするが、あくまでザンザへの干渉以上の行動をとることはない。それ故無益な殺傷は極力避ける節がある。だがそれ以降は他のフェイスたちとは違う目的で行動をとるようになり、シュルクに何かを伝えるべく接触しようとする。
ガラハド要塞で機体を操られシュルクらと相対するが、シュルクを救うためにエギルの制御を振りほどきヤルダバオトに突撃し、大破した。
なお、ネメシスとはギリシャ神話に登場する女神の名前である。
緑のフェイス
声：竹内幸輔
全長：約10m
機神界でシュルクたちの前に立ちふさがる顔つきの機神兵。
両肩に備えられたスナイパーライフルを武器とする。
コアユニットはエギルによって記憶をすべて抹消されたコロニー6のガド。
シュルクたちに襲いかかるがメイナスの力によって正気を取り戻す。
ヤルダバオト / 黄金のフェイス
声：桐井大介
全長：約20m（尻尾含めず）
他のフェイスより一回りも二回りもサイズの大きい、“始原にして最強の機神兵”。その躯体を操るのは機神界盟主エギルである。
ヴァラク雪山でフェイス・ネメシスを連れ帰り、ガラハド要塞中枢で再び対峙する。
さらに、帝都アグニラータにおけるエギル自身との戦いの後にも現れ、シュルクらを退ける。
この後エギルの魂魄を取り込み、また機神と融合したことで形状が著しく変化。機神の核として機能することになる。
この顔つきとの最終戦では反モナド場（アポクリファ）発生室の直上、機神界中枢がその舞台となる。ここは全天周型スクリーンとなっており、機神の目としても機能している。融合して進化したヤルダバオトの動きは逐一機神の動きと重なり、巨神を攻撃する。
掌部から放つエーテルと長い尾を用いて攻撃を行う。機神と融合した後は機神の大剣を動かすための剣を右手に握り、また、エギル自身の能力である機神兵製造も行う。
なお、ヤルダバオトとはグノーシス主義における偽の神の名前である。

#### 機神界
エギル（Egil）
種族：マシーナ 性別：男
声：桐井大介
機神界盟主、機神メイナスの代行者を名乗り、巨神界侵攻を指揮した張本人。
機神の核としても機能する始原の機神兵ヤルダバオトを操る。
全ての機神兵を制御下に収め、巨神界の生物を腐らせる武器や対モナド用兵器「フェイス」、「反モナド場（アポクリファ）」など、数多くの兵器の開発・製造を行う。
機神メイナスを篤く奉じていたが、後に反目し機神の制御中枢を手中に収め、目覚めさせた。
もともと巨人族のアガレスとは親友で、彼を支配し数多くの同胞を殺したザンザを憎んでいる。ザンザを滅ぼす為に彼のエネルギーとなる巨神界の生命を根絶やしにし、モナドを砕こうとしている。
巨神界の生命を打倒すべき敵（ザンザ）に喰われる餌に過ぎない、子虫にも等しい存在だとして蔑み見下している。
かつては心優しい人物だったが、ザンザへの強い怒り、そして恐れが長い年月の間に彼を蝕み、復讐者へと変貌させた。
復讐心に囚われるあまり、メイナスやヴァネアの言葉にすら耳を傾けなくなってしまうが、ザンザの呪縛に抗い続けるシュルクのひたむきな説得の末に、昔のような穏やかな心を取り戻す。直後にシュルクから覚醒し、巨神に宿ったザンザとの激闘の末、巨神胎内へ通じる傷を付けた後、巨神の一撃により機神界もろとも跡形も無く消滅し、命を落とす。死の間際、「二つの世界を頼む」とシュルクに対し遺言を残した。
なお、エーギル（古ノルド語でÆgirと綴る）とは北欧神話に登場する、人間に対して無慈悲な自然を司る神の名前である。
ヴァネア（Vanea）
種族：マシーナ 性別：女
声：甲斐田ゆき
エギルの副官で、実の妹。兄エギルの暴走を止めたいと願っている。
主である機神メイナスの活動のための肉体として偶然機神界に回収されたフィオルンを選び、機械の身体に改造し、それをコアユニットとしたフェイス・ネメシスを製造した。
機神界でシュルクらと出会い、行動を供にする。後に飛翔機械「ジャンクス」に搭乗し彼らを支える立場に回る。
ミゴール（Migault）
種族：マシーナ 性別：男
声：宮澤正
「落ちた腕」にあるマシーナの隠れ里を取り仕切る大柄な人物。エギル、ヴァネアの父である。
息子エギルの暴虐の限りを何とかとどめたいと行動してきたが、そのたびに差し向けた者たちが皆殺しの憂き目にあったと語り、シュルクたちにエギルを葬ってほしいと乞う。
巨神と機神の戦いの時代から生きており、また、ディクソンとも何らかの知己があったようである。
機神の目覚めを受けて、ジャンクスを稼働し飛行させてシュルクたちを支える。
リナーダ（Linada）
種族：マシーナ 性別：女
声：佐藤麻子
落ちた腕でマシーナの身体を診ている医者。
機神界の人間でありながら、ホムスの身体にも詳しい。
身体に異変をきたしたフィオルンを治療し、彼女の元の肉体を取り戻すべく尽力する。
メイナス（Maynus）
種族：機神 性別：女
声：梅田未央
創世の際、機神の誕生と同時に生まれた機神の魂。モナドの力でマシーナを生み出し、機神界を創った。
争いを好まず、巨神界・機神界の隔たりなく、全ての生命を慈しむ心優しい女性。
神の名に相応しく、数多の奇跡を起こす。なお、力を行使する際には象徴的な赤い光を放つ。
過去の巨神との戦いで深く傷つき、長い間眠りについていたが、巨神と機神の戦いの悲劇を繰り返させぬために目覚める。
ヴァネアの計らいで、機械の体躯となったフィオルンの身体に自らのモナドと魂を宿し、エギルに自身の復活を気取られないように活動を始める。ガラハド要塞の戦いでシュルクを救う為に力を使い果たし暫くの間眠るが、機神が目覚めたと同時に完全復活を果たす。
最終的に、復活したザンザと激戦を繰り広げるが、ザンザの力の前に歯が立たず圧倒され、最期はザンザの一撃からシュルク達を護るべくフィオルンの身体から離脱し、自らザンザの攻撃を受け消滅。また、ザンザとの戦いで使用していたモナドもザンザに奪われてしまう。消滅の間際、シュルク達に「神など必要としない世界を」と遺言を遺し、彼らに希望を託した。
前世の世界ではザンザ同様に人間で、彼と同じ相転移実験施設の研究者だったが、彼の行いには否定的であった。『ゼノブレイド2』にて前世での名前はガラテアと明かされた。

#### 巨神関係者
ザンザ（Zanza）
種族：巨神 性別：男
声：谷口節（アガレス時）、浅沼晋太郎（シュルクから得た依り代時）
巨神界の創造主であり、機神メイナスと対をなすもう一柱の神で、巨神の魂。自分以外の存在を一切認めようとしない排他的かつ傲慢な性格の持ち主である。
モナドとは不可分な関係にあり、モナドが砕かれない限りまず滅びることはないが、自らが存続するためのエネルギー源として、また、活動のための肉体として巨神界の生命を必要とする。モナドを手にした者の内に宿り、その者の肉体を依り代とする。
因果を手中に収め自由自在に未来視を見ることができ、監獄島の周囲を結界で覆ったりするなど、強大な力を持つ。
14年前、モナド探索隊に参加していたシュルクをアガレスに代わる新たな依り代として選んだザンザは、シュルクが自らの器として成熟するまで内に宿り潜伏していた。そして、機神界中枢でディクソンの手によりシュルクが意識を失うとともに目覚め、シュルクの身体から離れ、モナドを取り上げる。その際の姿は、シュルクに瓜二つの容姿に、光の翼が生えたものとなっている。その後、監獄島を巨神胎内に沈め、ハイエンターをテレシア化させ、「世界の破壊と再生」を実行すべく行動を開始する。
記憶空間内の最終決戦ではシュルクと瓜二つの姿から、仮面を付けた姿に変化し、さらに第二形態時では巨大な鎧を纏った姿となり、また手にしているモナドも巨大化する。最期は自らのモナドを手にし、神に等しい力を手に入れたシュルクのモナドの一撃により敗北、消滅した。
彼は現在の世界よりも前に存在した世界の人間で、前世では神ではなくクラウス（Klaus）という名前の一人の研究者だった。相転移実験施設で人間が神に近づく研究を行っていたが、その探求心で新たな宇宙を作りだす実験を同僚（後世の世界のメイナス）の制止を振り切って強行してしまう。その結果として自らの世界を滅ぼすこととなり、また同時に新たな世界を創り出してその世界の神となった（人間の頃の記憶はなくなり、同時に自身の正体も忘れてしまっていた）。巨神として新たな生を受けた際、孤独であったが為に機神となったメイナスと共にホムスやノポンなどの生命を生み出し世界を構築したが、いずれ訪れる「自らという個の意識」の消滅を恐れ、テレシアを生み出して生命を刈り取る事で、永遠に破壊と再生を繰り返す世界を持続させようとしていた。また、自らと同じ理想を抱いてくれる友の存在もまた同時に望んでいたが、結局は神としての誇りを捨てられずその思いが他に届くことはなかった。
アガレス（Agares）
種族：巨人族 性別：男
声：谷口節
古代ハイエンターによって監獄島に封じられていた巨人族の生き残りであり、かつて機神界盟主エギルと親友であった男。いつか自分たちの子孫が、創造主にして大地でもある巨神と機神から“巣立つ”ことを夢見て、エギルと理想を語らっていた。
モナドを手にしたことで彼はザンザに意識を奪われ、機神界を全滅にまで追い込もうとしたが、メイナスとの戦いで生じた隙を突かれ、ハイエンターの始祖達によって監獄島に封じられた。
ソレアンにより身体を拘束された状態で目覚め、シュルクによって解き放たれる。モナドの枷を外し新たな力を与えるが、その際に現れた黒いフェイスの放った槍に貫かれ、ザンザに支配されたまま彼の肉体は消滅してしまう。
なお、アガレスとは悪魔学における悪魔の一人で、魔導書グリモワール『レメゲトン』の第一書『ゴエティア』においてソロモン72柱の魔神の1柱であるとされている。
ディクソン（Dikson）
種族：ホムス（巨人族） 性別：男 年齢：44歳（表向きの年齢であり、実年齢は不明） 身長：181cm（ホムス時）
声：小山剛志
シュルクの師匠かつ親代わりであり、ダンバンの戦友。戦いに役立つ物資を集めるため各地を放浪し、コロニー9防衛隊に卸している。
対機神兵用の武器製造も行うが、その値の張り方ゆえダンバンからは「守銭奴」と言われている。
14年前にモナドを求めて全滅した調査隊の足取りを追い、モナドと、それを据えていた台座の下で昏睡していたシュルクを発見した人物である。
冒頭の大剣の渓谷での戦いや、中央採掘場脱出直後の黒いフェイスとの戦闘でバトルメンバーに加わる。分厚い刀身の中に銃器を仕込んだ特徴的な軍刀を使い、エーテルによる攻撃や回復などで味方をサポートする。
途中まではシュルクたちの良き仲間として行動していたかのように思えたが、実は遥か昔からザンザに仕える使徒「三聖」の一人であり、巨人族の生き残り。三聖の中では、最も古くからザンザの使徒になっている。機神界でシュルクに向けて突如発砲し、ザンザを復活させる。戦いを何よりも好む享楽的な性格の持ち主であり、戦いの場とそのための力を与えてくれるものとしてザンザに従う。
ザンザの元へ向かう一行の前に監獄島で立ちはだかり、巨人族としての真の力を発揮し彼らを追い詰める。しかし、秘めた力を覚醒させたシュルクとフィオルンに敗れ去り、自らが鍛え育てたシュルクに対し複雑な感情を抱きながら息を引き取った。
アルヴィース（Alviss）
種族：ホムス（表向きの種族で、実際は人間でない） 性別：男（実際は性別があるか不明） 年齢：不明 身長：170cm
声：程嶋しづマ
シュルクの夢の中において、また、劇中でも姿を現し、時にはシュルクたちと行動を共にすることもある銀髪の青年。海外版での名前は「Alvis」。
シュルクと同じようにモナドを振るうかと思えば、テレシアをも操ることがある。
ハイエンター皇家に神聖予言官として代々仕えてきた特殊な家系の生まれであるという。特別な儀式により未来視を見ることができ、その力によって皇家にふりかかる厄災を祓ってきた。
モナドや世界の成り立ちについて詳しいようで、数多くの意味深な言葉を残し、敵味方どちらの側にも姿を見せるなど、謎が多い。
物語終盤になるとザンザに仕える三聖の一人であると正体を明かす。シュルクらと相対するが、シュルクの自由意志を助長するような言動が見受けられるなど、他の使徒たちとは違う思惑で動いている節があり、その真意は計り知れない。
彼の真の正体は、シュルクたちの世界を構成する高次意識体モナドそのもの。神であるザンザとメイナスをも管理する存在といえ、破壊と再生を繰り返すザンザの行いによって閉塞が起こっている世界の現状を案じていた。最終決戦において未来を担う者達がシュルク達であると理解し、ザンザを見限る。
アルヴィースもザンザとメイナスと同じく前に存在した世界から流れ着いた存在であり、前世は相転移施設を管理するコンピューターだった。前世の記録をすべて留めており、ザンザはアルヴィースの事を使徒としては見ても、最期まで彼の正体や自身を上回る存在になっていたことを知らなかったらしい。彼の世界が滅んだ場所を舞台にした『ゼノブレイド2』では、相転移実験のために合議型人工知性群『トリニティ・プロセッサー』が存在していたこと、その1つであるウーシアがクラウス(ザンザ)の相転移実験によって別次元へ飛ばされたことが語られた。wii版及び3DS版においては鍵型の首飾りを身に着けていたが、switch版では赤色の首飾り(『2』に登場する『トリニティ・プロセッサー』であった存在が身に着けていた『コアクリスタル』に形状が酷似している)にデザインが変わっている。
ザンザが討たれた後、シュルクにザンザとメイナスの前世、世界の誕生、そして自らの出生を語った後、シュルクを新たな世界の担い手として選び、彼が新たな世界を構築した後、未来視で彼らが築いていく無限の広がりを秘めた世界の未来を見つめながら、シュルク達と別れた。
シュルクのはじめての対テレシア戦では剣を携えて、バトルメンバーとして一度だけ参加する。
なお、アルヴィースとは北欧神話のドワーフの名「完全な賢者」「すべてを知る者」という意味がある。
ロウラン（Laulan）
種族：ハイエンター 性別：女
声：紗ゆり
ハイエンターの宰相。探求院に所属する妖艶な女性。海外版での名前は「Lorithia」。
宰相を務めるかたわらハイエンターの技術研究も行っており、機神界との戦いの際には戦闘用の飛行兵器「ハウレス」を開発した。
メリアの命を狙うユミアに対し進言するなど、不穏な行動・言動が多く、後に嗜虐的な性格を隠さないようになる。
密かにハイエンター墓所内に専用の研究室を設けており、そこで非道な生体実験を繰り返している。
その正体はディクソンと同じくザンザに永遠の命を与えられた三聖の一人である。使徒の中では最もザンザに対する忠誠心が強い。ザンザの復活に合わせて本性を現し、カリアンを陥れる。
巨神の心臓での戦闘時は、テレシア化したカリアンと融合し襲い掛かってくる。しかし、敗北し、意識を取り戻したカリアンの抵抗により肉体が崩壊し、消滅した。

### 「つながる未来」より登場
ネネ（Nene）
種族：ノポン 性別：女
声：相沢舞
リキの娘。キノの姉で母親代わり。しっかり者な性格。血の繋がりがないキノに対しても家族として接している。基本的に機械を使わないノポン族でありながら、ホムスの武器を使う。
シュルクとメリアの会話を盗み聞きしていたキノを目撃し、キノに付いて行く。巨神肩でモンスターに襲われていたことろをシュルクたちに助けられ、キノと共に同行することになる。
キノ（Kino）
種族：ノポン 性別：男
声：山盛由果
リキの息子。父に憧れ、「勇者」を目指している。人見知りな性格。リキの実子ではなく、ある日リキに連れてこられ家族になった。当初は他のきょうだいと中々馴染めなかったが、次第に打ち解けていった。武器は木の実型のエーテル銃。
シュルクとメリアの会話を盗み聞きし、密かにジャンクスに乗り込む。シュルクたちに勝手についてきたことを謝罪し、ネネと共に同行することになる。
ノポンジャー
ノポン族の測量士のチーム。メンバーは12人で巨神肩の各地で調査を行っている。彼らのお願いを叶えることで仲間になり、戦闘時に各々のトクイワザで加勢してくれる他、シュルク達と連携することで強力な必殺技を発動することもできる。
マクシス（Maxis）
種族：ハイエンター 性別：男
声：間宮康弘
かつて皇都に仕えていた近衛騎士の男性。皇都に出現した霧乃王の討伐に向かうも、多くの兵士が犠牲になる。ラダムからこれ以上の犠牲者を出すべきではないと皇都奪還を諦めるよう進言されるも反発し、兵を連れグランデルから離れた「盟友の岬」に移り、皇都奪還の機会をうかがっていた。
メリアから霧乃獣がグランデルに侵攻したことを聞かされると都市防衛に協力し、ラダムとも和解した。
ラダム（Radzam）
種族：マシーナ 性別：男
声：青山穣
グランデルに住む研究者。テトとは研究仲間でたびたび情報交換をしている。マクシスに皇都奪還を諦めるよう促すも、聞き入れてもらえず多くのハイエンターが都市を離れてしまった。マクシスと和解後は霧乃王討伐のため、シュルクたちの武器の改造に協力する。
ゲルガー（Gael'gar）
種族：ハイエンター 性別：男
声：宮崎寛務
かつて皇都警備隊に所属していた兵士。純血種を忌み嫌っており、純血種がテレシア化したことで混血種こそが新たな時代の担い手だと考えている。
テレシアについて研究しているテトの研究所を襲うがメリアたちに撃退される。その後のサブクエストではメリアを見限り、自分こそがハイエンターを導く王であると主張するも再び敗れる。メリアから更生を促されるも拒否し、崖から落下し自害した。
ヘルミーナ（Helmaline）
種族：ハイエンター 性別：女
声：鶴田真希
グランデルに住む女性。盟友の岬に移った同胞たちを気にかけている。サブクエストでは皇都に残された飛空艇の調査をシュルクたちに依頼する。
霧乃王（きりのおう）
ストーリー開始から数か月前に突如皇都に出現した謎の存在。常に黒い霧のようなものを纏っていることから「霧乃王」と呼ばれている。謎の亀裂から発生しているエーテルにより物理的な攻撃は全く受け付けない。エーテルを吸収するために集まってきたテレシアが発するエーテル場により皇都に抑えられていた。高濃度のエーテル場を発生させれば攻撃が通じるようになる。海外版の名称は「Fog King」。
皇都上空に発生した黒い亀裂から力を供給しているため、亀裂がある限り倒したとしても復活する。テレシアたちが亀裂に攻撃を仕掛けることで力の供給が不安定となり、その隙をついて力を集中させたメリアのエーテル波により亀裂ごと消滅した。
作中では最後まで正体が明かされず、正体について聞かれたシュルクも「生まれたばかりのこの世界には謎が多い」というのみである。
また霧乃王の影響を受け黒い霧を纏ったモンスターは「霧乃獣（きりのけもの）」と呼ばれている。

## フィールドマップ

### 巨神界エリア
コロニー9（コロニーナイン）
巨神のふくらはぎに位置するホムスのコロニー。少数ながらノポン族も定住している。
広大な湖の周囲を断崖に囲まれたいびつなハート型の窪地になっており、水中に築いた基礎の上に「居住区」、「商業区」及び3基の迎撃用「対空砲」を備えている。また、ハートのくぼみに当たる箇所には軍事区を構えており、機神兵の襲撃や巨神上層からの“落とし物”に常に警戒している。その一方で公園や広場があり、自然の多いのびやかな雰囲気も持つ。入り組んだ地形には随所にモンスターが現れ、特に東側の「アゴラの岸」や「ハッザイ岬」などにはハイレベルモンスターが生息している。また、北西の絶壁には「シリンダー格納庫」のある古代遺跡の一部が突き出ている。
「巨神脚」が上部に広がっているためか天候変化がなく、年中穏やかな気候を保っている。
主人公であるシュルクやライン達の出身地であり、物語もここから始まる。序盤で黒いフェイス率いる機神兵団の攻撃を受けて大きな被害が出るも、シュルク達の活躍によって黒いフェイスが撃退された事で壊滅は免れ、この時の機神兵襲撃事件がシュルク達の旅のきっかけとなる。
テフラ洞窟（テフラどうくつ）
巨神の脛（すね）に位置する洞窟。巨人族や古代ハイエンターの遺跡が点在する。
洞窟自体はコロニー9西の「テフラ洞窟 入り口」に始まり「膝頭の丘」で終わるが、エリアとしては「脚の峠道」までが含まれる。凶暴な蜘蛛やトカゲが数多く巣食う地のため、コロニー9防衛隊にとっては格好の訓練場であり、かつてはコロニー6との隊商団の通り道であったが、最近までは行き来に使っていた「マグ・メルドの遺跡」のドアが閉じられてしまっていたため交流が無かったという。
機神兵のコロニー9襲撃以降は「マグ・メルドの遺跡」の閉じられていたドアが解放されて奥へ進めるようになる。また、巨神が目覚めたあとは塞がれていた一部の壁が崩れて、ハイレベルモンスターが生息する広大な洞窟の奥地へと進めるようになる。
巨神脚（きょしんきゃく）
「ガウル平原」という名の広大な地。巨神の膝から太ももまで東西に広がる起伏の多いエリア。
かつてホムスがコロニー9への入植のために築いた「ラグエル大橋」や各地に残る巨大な道標などの人工物がある他は自然そのままの原野である。多種多様な生物、亜人、モンスターが生息し、また東側の一部では機神兵が陣取る通り道もある。また、崖の上の秘境や断崖の先では絶景を眺めることができる。
下層南部にはコロニー6の避難民が潜む脱出艇キャンプがあり、顔つきの機神兵を斃す旅に出たシュルクとラインはここでカルナと出会うことになる。
この地域に住み着いている主な亜人は鳥系の獣人の「ターキン族」であり、ヒトとの交流は無きに等しいが、他の生体との交流はある。
コロニー6（コロニーシックス）
巨神の股間に位置するホムスのコロニー。
地下の豊富なエーテル結晶を採掘することで発展し栄えていたコロニーだったが、一年前の大剣の渓谷での戦いの後、ディクソンの指示によりホムスの対機神兵最終防衛線となった。後に機神兵の襲撃に遭い壊滅している。機神兵の占領後は要塞のような外観となり、内部は更地になってしまっている。
燐光の地ザトールを抜ける頃には閉鎖されていた中心への2つのドアが開放され、また、クエストをこなすことでプレイヤーの手によりコロニーを復興させることができるようになる。
終盤ではシュルクたちの拠点として機能するようになり、また復興度次第では多くの種族が集う活気溢れる街になる。
中央採掘場（ちゅうおうさいくつじょう）
コロニー6の地下にある、入り組んだ坑道と巨大な円形の洞窟で構成されるエリア。地上のコロニー6よりもはるかに巨大な空間であり、簡単には構造を把握することはできない。
随所でエーテル結晶を採ることができ、最下層には灼熱のエーテル流が流れている。中心では採掘システムが稼働を続けているが、巨神のエーテルを狙って襲撃に来た機神兵たちが現在はここを管理している模様。最下層でのゾードとのバトル以降は坑道側から出ることはできなくなり、また、搬出用エレベーターを抜けた後は一部の坑道を除いて採掘場そのものに進入できなくなる。
燐光の地ザトール（りんこうのちザトール）
巨神腰部の湿地帯。枯れた木々が夜間には幻想的な光を発し、神秘的なエリアとなる。この光は「ザトールの燐光」と呼ばれ、地名の由来となっている。湿気の多い沼地でもあり、濃霧が辺りを覆うこともある。
各地に古代のハイエンターや巨人族が残した遺跡が点在し、最深部には壮大な「岩窟の姉妹像」がそびえ立つ。なお、この姉妹の名前は“カトール”、“ソルタナ”であり、ハイエンターにゆかりのある同名の姉妹のことを指しているものと思われる。かつてここではハイエンターの成人男性や皇族のための儀式が執り行われてきた。
言葉の通じない極めて攻撃的なトカゲの亜人「イグーナ族」が生息している。
その一方で毒性の液体で満たされた「毒吐き沼」「深き闇の沼」や夜間に出現するハイレベルモンスターなど、危険で満ちあふれた地でもある。
巨神胎内（きょしんたいない）
巨神の中枢部。
初めて通過するときのルートは巨神の肺や気管にあたり、燐光の地ザトールとマクナ原生林を結ぶ洞窟となっている。この際はモンスターもアイテムもない通過のためだけの場所である。
後に、先の気管と併せて中枢神経や血管の入り組んだ心臓部へ巨神胸部から進入できるようになる。このときは大量の溶液を溜め込んだ空間の上を行き来できるようになるが、テレシアやセルラが多数うごめいているため通行が容易でない箇所も多々存在する。
マクナ原生林（マクナげんせいりん）
巨神の背中に位置する高温多湿なジャングル。昔、征服王アギニの領土であったため歴史的に重要な遺跡が点在する。
下層のホムスがここまで訪れることは滅多になく、また、彼らには想像できないほどの木々が生い茂るエリア。上空にはエルト海が広がる。西側には広大な「マクナ大瀑布」が轟音を立ててそびえ、ここから北部まで幅の広い川が流れている。東側のジャングルには巨大な恐竜モンスターのほか、人語を解さず独自の生活テリトリーをもった「フーディ族」「オルガ族」が生息する。天候に影響を受けて出没するモンスターも多い。また、下層では見られないような大型エーテル鉱床がある。
北西のヴァラク雪山への通り道はエルト海上に位置する監獄島でのイベントクリア後、ハイエンターの飛行艇によって訪れることになる。また、クエストをうけると、この通り道とマクナ原生林を結ぶ「ヨンの吊り橋」を復活させることができる。
ノポン族が暮らすサイハテ村はこのエリアの中ほどにあり、ここから彼らが設営した大木を巡る吊り橋が縦横に伸びている。
サイハテ村
マクナ原生林のなかでもひときわ巨大な大木の中につくられたノポン族の住処。
吹き抜けとなっている巨木の中は階段や吊り橋によって各フロアを縦横無尽に行き来できる。内部はいたる所に置かれた花粉玉ランプの光のおかげで、昼夜を問わず明るい。随所にノポンの住宅があるほか、中層部には「花粉工場」や「花粉玉倉庫」、「遺跡研究本部」がある。各フロアには午後3時と午前3時を知らせる“トキノコ”があり、このタイミングでトキノコの近くにいると時を知らせる胞子が大量に放出される様子を見ることができる。
B1Fには巨木の根元を半周するように草地が広がり、貯水池や広場がある。
巨木の最上階「てっぺんの湖」からエルト海へ上がることができる。
エルト海
巨神の頭の後ろ、サイハテ村の直上に広がる広大な海。
十数個の岩礁の他、ハイエンターの皇都アカモートが古の技術により空中に浮いている。一部の岩礁や岸へは水面に降りて泳がなければならない。皇都の近くには、モンスターを寄せつけない光を放つ「シウェラート灯台」が岩礁の上にそびえ立つ。東岸にはハイエンター墓所が、西側の上空には皇都へのエネルギー供給を行う「エーテルプラント」や監獄島がある。この監獄島へ向かうには「カトール封印島」「ソルタナ封印島」「中央封印島」の各封印を解く必要がある。
晴れた夜には流星雨が降ることがあり、美しい夜空を眺められる。
マクナ原生林にも生息していた亜人「フーディ族」「オルガ族」の他、やはり人語を解さない戦闘民族とおぼしき「スピカル族」が生息している。
皇都アカモート（こうとアカモート）
ハイエンター族の巨大都市。メリアなどのハイエンター皇族が住む「皇宮」を中心に、扇状に広がるエリアである。
内外を飛行艇が飛び交い、また定期的に皇都内を往復する交通システムが存在する。作中では進入できないがこのエリアの下にハイエンターの居住区が多数接続されている。「皇宮」には古の伝説の壁画を飾る「聖天翔の間」や「謁見の間」のほか、シュルクたちが拘束される「白翼宮」やメリアのように影妃の血統を継ぐもののための「離宮」がある。
終盤になると皇都はテレシアで溢れる危険なエリアと化し、また、スキップトラベルが使用できなくなる（皇宮の転移装置はクエストを受ければ使えるようになる）。
Switch版追加シナリオ『つながる未来』では巨神肩付近に移動している。数か月前に突如出現した「霧乃王」の影響で簡単には近づけなくなってしまい、内部はあちこちに木々が生い茂った状態となっている。
ハイエンター墓所（ハイエンターぼしょ）
ハイエンターの皇太子として認められるための儀式が行われる場所。内部には外敵を排除する防衛機構を備えている。
メリアの向かう「儀式の間」にはハイエンター皇祖の人格の記録を再現し彼女に話しかける機構が設置されている。メリアが儀式を終えてパーティーメンバーに復帰するまでは出現しないルートが多い。また、マップ上に表示されない（画面右上のミニマップには出ることもある）宝物庫が存在し、さらに「儀式の間」の先には同じように表示されない「テレシア研究室」がある。
監獄島（かんごくとう）
エルト海の西側の上空に浮かぶ島。
古代ハイエンターが封じた塔だが、存在自体はハイエンターの始祖が生まれる遥か以前よりあったとされ、誰が何の為に建造したのかは一切謎に包まれている。
大きな鋲が打ち込まれ鎖で繋がれている箇所があるなど、物々しい外観をしている。進入のためには皇主の勅許が必要であるとされたが、実際は皇位にある者、またはその後継者のみが立ち入りを許されている。最上階「監獄の間」には古代のハイエンターが有事のために封じた「何か」があるとされるが、何が封じられているのかは文献が古すぎたためこれまで知られていなかった。外敵の侵攻に際しては排撃のための電撃を放ったり島全体を覆うバリアを張ることができ、また、敵味方なく襲いかかる古代生物が大量に飛翔するエリアとなる。
初めて訪れたときの監獄島にはアイテムもなくほとんどの転移装置が機能を停止しており、一部のフロアにしか行くことができない。
巨神が目覚めた後はその胎内へと落ち込み、巨神の心臓から進入できるようになる。この時点での監獄島はすべてのフロアへ行けるようになり、かつて生息したとされる巨人族の生活の痕を垣間見ることのできるロケーションを通り過ぎることになる。また、巨人族の宝物庫も多数存在する。禍々しい外観のモンスターが多数生息しており、気を抜くことができないエリアである。
ヴァラク雪山（ヴァラクせつざん）
巨神の右腕にあたり、時には吹雪くこともある酷寒の地。穏やかな夜間には随所に生えている氷の結晶から淡い金色の光が放たれ、幻想的な風景となる。大昔には雪山ではなかったため、単に「ヴァラク山」と呼ばれていた。
上層には古代の戦いの痕である「機神の爪痕」や巨人族の遺跡などがあり、下層には「溶岩洞穴」やシュルクの両親らがモナドを発見し息絶えた「オセの塔」など、古代ハイエンターの遺跡が点在する。
全体的に急な傾斜で構成されており、複雑な地形をしている。氷の張った箇所では滑りやすいが、この特質を活かすことでたどり着けるロケーションも多い。また、マップ上に現れない「カーナ峰」への道など、歩行に注意を要する箇所もある。
遺跡調査に来ている少数のノポンの他に定住する者は無いが、多数のモンスターが生息しており一部では派閥争いを繰り広げるモンスターたちもいる。また、ゲーム上最強のレベル値をもつユニークモンスターが潜むのもこの地である。
巨神肩（きょしんかた）
Switch版追加シナリオ『つながる未来』のみ登場。浮遊鉱物により浮島となっている。かつて巨人族が築いた「古代都市グランデル」の跡地があり、多くの人々が種族の垣根を越えて暮らしている。Wii版や3DS版では没エリア扱いであり、取扱説明書にイラストが掲載されているほか、劇中のエギルの回想やエンディングにも登場したが、直接行くことはできなかった。

### 機神界エリア
大剣の渓谷（たいけんのけいこく）
古代二神戦争時に機神が振るった巨大な剣で、巨神が右腕で掴む形で、その腹に突き刺さっている。
ヴァラク雪山の下層「巨神の手首」を抜けた先にあり、機神兵の前線、ガラハド要塞へは剣の表面を走る溝を伝っていくことになる。一年前、ダンバンたちが機神兵の侵攻を食い止めるための大戦を展開した場所でもあり、「エーテル貯蔵区」付近の通路の先の「モナドの爪痕」にその痕跡を見ることができる。
大小問わず多数の機神兵が配置されており、ゲートで各区画が仕切られている。中心には「エーテル貯蔵区」があり、ここには剣から吸い上げられた巨神のエーテルが流れ込んでいる。その先には巨神界へと機神兵団が飛び立つための「機神港」「大型機発着場」と「ガラハド要塞 裏口」に通ずるルートがある。
ガラハド要塞（ガラハドようさい）
大剣の鍔（つば）に建造された、機神兵団の前線基地。一年前の大戦時には「ガラハド壕（ごう）」と呼ばれていた。
フェイスの調整や格納してある機神兵の補給が行われる。機神兵のエネルギーとなっているエーテルを燃料として補給する箇所や、エーテル流を管理し補給装置へと送るタービンやピストン機構を備えている。
落ちた腕
古代二神戦争時に巨神が切り落とした機神の左腕。ガラハド要塞の真下に位置する。
各地に機神兵の残骸が散らばる。落とされてから長い年月を経て自然の中に錆が埋もれ、独特な風景を作り出している。また、開きかけた手という形の特性上、泳いだり飛び降りたり、登ったりしなければ全体を把握することの難しい地形をしている。掌部には機械生命体である機神界人（マシーナ）の住む「マシーナの隠れ里」がある。また、シュルクたちのように大剣から落下したホムスが数名ほど、マシーナと共に暮らしている。
隠れ里の外は機神兵が徘徊しているほか、クライブやポニオ、ウーパーといった巨神界で見かけるモンスターも生息している。
周囲の海は機神から流出したエーテルが浮かんでいるため、生命の行き来は不可能となっている。
なお、「マシーナの隠れ里」での最初のイベントの後入手する「回転式防壁」のキーで解錠することにより、人差し指から先、機神界フィールドへ進めるようになる。
機神界フィールド（きしんかいフィールド）
機神の左脚から胴体部までの内部にあたり、機神を動かす機関が集中しているエリア。
7つのフロアで構成され、高低差が激しい。通路の脇道や昇降機、電源装置が数多く設置されている。B1Fの「廃棄燃料タンク」のように飛び降りなければたどり着けない場所もあるが、基本的に脚を踏み外した場合はほぼ確実にHP0となり直前に通過したランドマークまで戻されることになる。
4Fから5Fにかけて縦に設置された機神大隔壁を解放すると機神の外部の溝を進むことになる。機神兵の目に付きにくいこの区画には、機神兵の動向を探るマシーナが数名潜んでいる「マシーナの隠れ家」がある。
中央工廠（ちゅうおうこうしょう）
機神の胸腔内部にある機神兵製造工廠。
「資材置き場」や製造された機神兵の倉庫、整備施設から演習場に至るまで機神兵のための設備が完備された巨大な空間である。ガラハド要塞への搬出のためと思われる機神港の発着場もここにある。巨神界で捕獲されたホムスがフェイスに改造される「フェイス再生槽制御室」はこのエリアに存在する。
5Fからは「帝都行き転移装置」が上方に伸びており、ここから帝都アグニラータに向かうことができる。また、機神が目覚めた後には6Fにある「反モナド場（アポクリファ）発生室」とその先の機神界中枢にも進めるようになる。この時点では、下層にも進むことは可能だが「機神港ターミナル」は破壊されているため、機神界フィールドには進入不可となる。
なお、「機神港ターミナル」の背後には数多くの巨大なクランクシャフトが稼働しているが、ここには立ち入れない。
帝都アグニラータ（ていとアグニラータ）
機神の頭部に位置し、かつてマシーナが住んでいた街。
機神メイナスを祀り栄えていたが、古代の二神による戦争の折に全住人が退去しており、現在は力を持ちすぎた機神兵がテレシアの死骸の上を跋扈する廃墟と化している。多層に渡る通路の随所に破壊の跡があるため、「メイナス神殿」への道は極めて危険な状態にある。
「帝都中枢タワー」には全自動のターミナル・マシンが6基備えられており、主のいなくなった現在も廃墟都市を管理している。
機神界中枢（きしんかいちゅうすう）
機神全体を司る要所であり、また機神の眼の役目を担う全天周スクリーンが設置された空間。
巨神の上半身を正面から眺めることのできる、唯一のスポットでもある。

### 記憶空間
巨神胎内に落ち込んだ監獄島の7F「監獄の間」から転移した先の空間で今作のラストダンジョン。
土星・木星・火星・月などの名前が登場するが、太陽系そのものではなく、ザンザの記憶が再現された場所である。各フロアには思念体となったかつてのフェイスやテレシアがいる。「記憶空間 月」の先、「創造の意識」でザンザとの最終決戦となる。

## 勢力・設定用語
巨神と機神
世界が誕生して間もない、ただ海が広がるだけだった太古の時代に巨大な二柱の神、巨神と機神が現れた。
巨神と機神はそれぞれ有機生命体と機械生命体を生み出し、巨神界と機神界が築かれた。二つの世界は共に手を取り合い、永遠に平穏は続くと思われた。しかし、モナドを手にした巨神が突如として機神を攻撃したことで、その平和は破られる。「自らの力のみで世界をつくり変えるのは神のみに許された業」とする巨神ザンザが、独自の発展を続けていたマシーナの存在を認めなかったためであった。機神メイナスはマシーナたちを守るため巨神に立ち向かい、二柱の神々は激しい争いを繰り広げた。やがて二柱は相討ちとなり、骸になる。その際ザンザは隙を突かれハイエンターに封じられ、メイナスもまた、ザンザとの戦いで疲弊し、生き残った者達に巨神は未だ滅んでいないことを伝え、長い眠りについた。
以上の経緯が機神兵が巨神界を襲う理由となっているが、マシーナ達が二神戦争のことを深く記憶に刻んでいるのに対し、巨神界では生息する生命の寿命の短さ故か、このことは風化してしまっており、現在ではおぼろげに言い伝えが残っているのみである。
前述の通り、骸となっても二柱は滅んでおらず、幾千年の時を隔て、共に復活を果たす。
巨神界（きょしんかい）
巨神の骸の上に築かれた世界。この世界で発生した生物は有機物の肉体を持ち、「巨神から生まれた者は巨神に還る」という生命観を持つ。人語を解するほどの知能を持つホムス、ノポン、ハイエンターという3種族の他に、人語は解さないが、独自のテリトリーや生活の場を持っている亜人たちも数多く生息している。
ホムス
巨神下半身に暮らすヒトの姿をした種族。寿命は80歳程度。数千年前に誕生し、王族・皇族による統治制度を経た後、現在はコロニー監督官を中心としたコロニー制という形で巨神界の各地に散らばっている。
なお、コロニーは10箇所ほど存在していたが、その大半が作中以前に機神兵の攻撃によって壊滅しており、現在はコロニー6、コロニー9の二つしか残っていない。
ホムスにとって機神兵とは、純粋に敵対勢力である。コロニーを破壊し多くの人を虐殺する存在として、憎むべき存在である、というのが大方のホムスの認識である。
ノポン
巨神背部に位置する「マクナ原生林」を拠点とする、丸く愛らしい獣のような外見をもつ商業種族。寿命はホムスと大して変わらないが、その姿形や「〜も」を語尾とするしゃべり方から、他種族のものがノポンの年齢を外見で判断するのは非常に難しい。中には語尾に「〜も」をつけないノポンもいる。また、稀に数千年以上も生きるノポンがいる。
10歳〜15歳程で成長期に入り、1年で外観が大きく変化する場合が殆どである為、子供と成長した姿で同一人物と判断出来ない場合も多いとされている。
頭部にある羽が発達しており、それを手の代わりとして様々な作業をこなすことができる（普通の手も一応あるが、とても小さく使うことは滅多にない）。エーテルのような技を繰り出すことができるが、ハイエンターとは違い「裏で色々苦労している」とのこと。ノポンの子供は見かけによらず大飯食らいであり、そのせいもあって子供の数は一家族につき1〜2匹程度が普通である（あまり子どもを作るとあっという間に借金まみれになるため）。
性格は基本的に気楽であり、また、神経が太く商魂たくましい。そのバイタリティで各地の遺跡や未開拓の雪山への調査を進めたり、ホムスにとっては伝説と化しているハイエンターとの交流も盛んである。一方、負債を抱えた者を「勇者」と称して村の為に強制労働させるなど、金銭に関してはシビアでブラックな面もある。
ホムスやハイエンターと違いエーテルを工業的エネルギーとせず、花粉を加工した「花粉玉」を用いて生活を営む。
機神兵団はノポン族が多く暮らすマクナ原生林には侵攻している形跡がない。そのため、ノポン族にとっての脅威とはもっぱらマクナに生息する、人語を解さない亜人たちや“大恐竜”（テレシアのこと）である。ホムスやハイエンターのように物語上の明確な役割を持っておらず、彼らと比べ特異なほど外見が違うことや、機神兵やテレシアの直接の標的にされないことなど、その出自・存在には疑問が多い。
ハイエンター
他地域と隔絶された位置にある巨神頭部に広がる「エルト海」に生息しホムスの間では半ば伝説となっている種族。巨神界に遥か昔から棲む原初生命の一つである。皇家の血筋が国を治める君主制により、繁栄を極めている。閉鎖的な種族ではあるが、近年はノポンとの交流が盛ん。また、かつては巨人族やマシーナとも交流していた。
外見はホムスに似ているが銀髪の者しか存在せず、頭部に（飛行も可能な）羽が生えており、エーテルを触媒なしで操ることができる。寿命はホムスの約5倍である。現在は人の姿をしているが、始祖は巨大な鳥のような姿をしていたと伝えられており、皇都の建築物が必要以上に広いのはそのためだとされている。他の生物よりエーテルによる影響を受けやすい。
ホムスやノポンより遙かに高度な文明を築いており、その統治体制は皇家を頂点とした三院制（記録院、探求院、究明院）である。それぞれの役割は作中では詳細には語られないが、それぞれ行政、技術開発、司法を司る機関と考えられる。また、都市全体を浮揚システムで海上に浮かせたり、転移装置で島々を移動できたり、墓所には皇祖の人格を模した疑似コンピュータのようなものが内蔵されているなど、その技術力には他を圧倒するものがある。
ハイエンターという種族は、巨神復活の際に邪魔な生命を狩りとるためにザンザに創り出された種族であり、高濃度のエーテルを浴びることでテレシアに変貌する因子を持っている。しかし、ホムスと交わるとテレシア化しなくなるため、皇家はテレシア化因子を取り除くためにホムスとの混血政策を進めており、皇主には光妃（こうひ・ハイエンターの妃）と影妃（えいひ・ホムスの妃）という二人の妃を娶るしきたりがある。混血児と純血種の間では遺伝子の優劣にもよるが翼が短いことで混血であるかが分かる。保守的なハイエンターの間では、ホムスとの混血は汚らわしいものと捉えられており、巨神教異端審問官といった過激派が出現する要因にもなっている。この巨神教は第47代皇主ルミオン皇の治世下において、過激思想として勅命により解体させられ、教団は崩壊したものと最近まで思われていた。
巨神界を統べる種族であることを意識しているハイエンターにとって、機神兵の侵攻は止めなければならないものであるというのが皇主ソレアンの考えである。巨神界の生物の生き死にはエーテルに影響を与えるが、昨今の機神兵団侵攻がそれを増幅させている。このエーテルの不安定化は巨神界の生物に害を与えるテレシアの活性化を促してしまう。この事態を皇主として看過するわけにはいかないということである。
なお、父ソレアンの補佐を務める皇子カリアンは当初「たとえ相手が機神兵団であってもハイエンターは他民族との争いを好まない」とダンバンに告げており、防衛機構を重視しているハイエンターにとってもこちらの考えの方が一般的だったようである。
本編終盤での出来事によって純血種は事実上絶滅したため、「つながる未来」に登場するのは混血種のみで絶滅した純粋種に対する差別意識を持つ人物も登場する。
巨人族（きょじんぞく）
ハイエンターと並ぶ巨神界最古の種族。名前の通り、巨大な体躯を誇る。
儀式などを重んじる種族で、各地に遺跡を造り供物を捧げていた。
原因は判然としないが、現在では滅んでしまっている。
テレシア
巨神界上層に棲み、眠れる巨神を守護するといわれる霊獣。
巨神の細胞の一部であり、巨神界最古の生物と伝えられている。「テレシア」という言葉は「不浄な生命を刈り取る者」という意味があり、巨神（ザンザ）にとって邪魔な生命を排除する役割を担う。
知性と呼べるものはなく、ほとんど本能のみに従って行動する危険な生物である。
エーテルを糧とし、周囲のエーテルを吸収し、枯渇させ、生態系を破壊してしまう。
生命力が強く、触覚によって相手の思考を読む能力を持つ。
巨大な鳥のような姿をしたものや恐竜のような姿をしたものなど様々な個体があるが、いずれも虹色の体と光の羽を持つ。
強さについては個体差が激しいものの、思考読みの力もあり、基本的に並の戦士では太刀打ちすることのできない強大な存在である。ハイエンターの皇都から逃げ出したテレシアは精鋭の衛士たちでも討ち果たすことができなかった。
テレシアが知性を与えられて進化した生物がハイエンターであり、ハイエンターにとってテレシア化することは「元の姿に戻る」ことを意味する。
霧乃獣（きりのけもの）
「つながる未来」のみに登場。その名の通り、黒い霧をまとったモンスターで、波動により周囲の獣を引き寄せてくる。
機神界（きしんかい）
機神の骸の上に築かれた世界。機械と金属で構成された肉体を持つ生物である、機械生命体が生息している。
巨神界をも上回る高い技術力を誇る。現在は断絶しているものの、かつては巨神界と何のわだかまりもなく交流していた。 
機神界人（マシーナ）
機神より生まれた機械生命。
非常に寿命が長く、身体のパーツを追加・換装すればかなりの長い時間を生きることができる（ただしどんどん身体が大きくなり、致死レベルの損傷を負うと死んでしまう）。また、その長命さ故に、300年を「知り合って間もない」と言うほど時間の感覚が大きくズレている。食物を必要とせず、水と少しのエーテルがあれば生きられる。水の中に長時間居ることはできない。しかし、機械の肉体であるため少しのことで身体に異常をきたしやすいという難点がある。
機械であるが魂魄を持つれっきとした生命体であり、性別も存在して原理は不明だが子を成すこともできる。
かつては機神メイナスを篤く奉じる者たちで構成された独自の社会体制を築き栄えていたが、今では生き残っている者は少ない。
機神兵（きしんへい）
機神から現れ進軍を開始した、機械生命体の軍団。意思を持たず純然たるロボットに近い存在で、機神界盟主エギルの命令によって動く。
その多くはホムスによって「○○式（○○には漢数字が入る）機神兵」と呼ばれているが、機神界では「○○式（○○には漢数字が入る）・△△（△△には英字表記が入る）」と名付けられているものが多い。
二足歩行タイプや四つ足のもの、飛行型までその形態は多種多様である。赤い光を放つ眼のようなものが付いており、これが素早く明滅すると攻撃対象を捉え戦闘モードに入ったことを示す。並の武器では傷一つつけられない強固な装甲に加え、ホムスを凌駕する圧倒的なパワーを持つ。しかし、エーテルにはあまり耐性がなく、物理攻撃であっても体勢を崩し転倒させれば通用するようになる。
機神兵の目的は主にモナドの破壊と、生死を問わずホムスを捕獲し、機神界に回収することである。
ホムスを機神界に連れ去るのは、巨神に還った生き物のエーテルを糧とするザンザのエネルギー補給を妨害するためであり、同時にフェイスの材料にするためという意味合いもある。
巨神界を数千年以上の長きに渡って蹂躙してきたが、作中開始の1年前の大戦でモナドを手にしたダンバンにより殲滅、撤退に追い込こまれた。だが、本作のプロローグにおいて軍団を再構築して侵攻を再開する。
フェイス
巨神界の者達に「顔つき」と呼ばれている、特別な機神兵。
いずれも二足歩行タイプであり、飛行のための推進装置を後部に持つ（量産型や黒いフェイスには飛行形態が存在する）。機動力・装甲・パワーのどれをとっても通常の機神兵の能力をはるかに超えた存在である。また、武装はそれぞれコアユニットの戦闘タイプを反映した装備がなされている。
その実態は1年前の戦いでモナドに煮え湯を飲まされたエギルが、人間を斬れないというモナドの弱点をつくために作りだした兵器である。ホムスの脳幹部や代謝に必要な臓器などを組み込み、装甲内に血液を循環させることで「人」と認識させている。その内部には機械の体に改造されたホムスがコアユニットとして組み込まれている。なお、一体のフェイスに対して使われるホムスの臓器は一人分である。フェイスは主にコアユニットが内部から操るのが基本だが、限定的ながら遠隔操作も可能。また、全ての機神兵はエギルの支配下にあるため、仮にコアユニットが逆らおうとしても無理矢理フェイスをコントロールされてしまう。
血液のろ過や諸々の機能が不全な初期型は定期調整を必要とし、中にはホムスを「喰らい」輸血のような形で賄うものもいる。
フェイスのユニットの身体構造は概ねマシーナと似ているが、免疫系等をフェイス本体に依存しているため、長時間フェイスから降りて活動することはできない。また、一部を除いて初期に製造されたフェイスのユニットは実験的な意味合いもあり生身の頃の記憶が残されているが、後半のものは全ての記憶情報を抹消されている。
機神兵（フェイス含む）は機神胸郭にあたる位置にある「中央工廠」にて製造・調整がなされ、機神の大剣の鍔の部分に設営された前線基地「ガラハド要塞」から侵攻してくるとされている。

神剣モナド
機神との戦いの際に巨神が振るっていたとされる光の剣。14年前にヴァラク雪山でディクソンにより発見された。
作中世界を構成する根源元素エーテルに干渉、制御し、それらを断ち切ることもできる力を持つ。柄の部分にある何層にも重なったガラス状のプレートの一枚一枚に漢字のような文字が浮かび上がる仕組みになっており、浮かぶ文字によって異なる力が発現する。
機神兵の強固な装甲をも容易く切り裂くが、ホムスやハイエンターといった巨神界の人族を傷つけることは全くできない。また、ホムスの器官が組み込まれたフェイスに対しても同様に効力を持たない。
物語中盤でザンザによって枷が外され形状が変化し、フェイスすらも斬れるようになるが、後にエギルによって明らかにされた反モナド場（アポクリファ）によってモナドの力が停止させられてしまうことが判明する。
物語開始時点では機神兵に対して有効な唯一の武器であり、ホムスの希望ともいえる存在であるが、その力のため使用者には多大な負荷がかかり、ダンバン以外には制御できないとされていた。しかし、機神兵の再侵攻に際して、傷のためモナドを振れなくなったダンバンに代わり、シュルクが振るう事となる。この際ダンバンには知覚できなかった、わずかに先の未来を見ることが出来る「未来視」が発現している。
モナドには未来視のほかにも、前述のように文字に対応した様々な力を発揮する能力が秘められている。また、使用者の意志を反映させる特性があり、アルヴィースは「モナドは意志の力」と語っている。
かつてはハイエンター皇家に仕える神聖予言官が未来視を見るために触れる、儀式上の道具であった。
最終的にザンザの手に戻った後は、形状がさらに大きく変化し、禍々しい外観の両刃の剣となる。
また、メイナス（が憑依していたフィオルン）も二振りの七支刀に似たモナドを装備していたが、ザンザに敗れた際にザンザに奪われてしまい、その時はその二つを連結した大剣型に変化、ザンザに巨神界だけでなく機神界の因果律にも干渉できる力を与える事となる。
モナド
世界に生きる者一人一人が持っている光。
通常は形もなく、力も無いに等しい。
上記の神剣モナドは狭義のモナドであり、本来モナドとはこちらを指す。具現化しているザンザやメイナスのモナドは創世や未来視といった超常的な力を秘め、他のモナドとは一線を画する。
加えて、モナドは世界の基になっている高次意識体(アルヴィースのこと)でもあり、世界そのものともいえる。
根源元素エーテル
作中世界の万物は、巨神界・機神界を問わずエーテルという根源元素によって構成されている。
巨神界と機神界とではエーテルの流れが異なるため結晶の形が違い、巨神界では「エーテル鉱床」、機神界では「エーテルギア」として存在している。
生物は周囲のエーテルが極端に不足するとエーテル欠乏症を引き起こしてしまう。また、死ぬと体内で蓄えたエーテルを結晶として落とすとされる。
エーテルの性質は状態や属性によって千差万別であり、カルナの回復エーテルのように癒しの力をもつものもあれば、巨神の血液やそこから作られる溶液のように、生物の体を侵すものもある。また、同一のエーテル粒子が大量に集まると、連鎖反応を起こし高熱を発する。
ホムスやハイエンター、機神界の兵器やマシーナの工業的エネルギー源としても重要で、また、ゲームシステム上においては各キャラクターのアーツや装備にさまざまな追加属性を付加する「ジェム」の精製のために必要不可欠な存在である。
エーテル単体は個々の位置や運動量、相互に関係するそれらの未来の振る舞いについて予測可能であり、その集合体である生物の未来も原理的には予測可能だとされる。ここから「この世界を構成する根源元素エーテルに干渉できるモナドの原理」と「エーテルの流れそのものである未来視を見たことでその未来に干渉可能な原理」は同じであると考えることができる、ということが劇中アルヴィースとシュルクの会話で明らかにされる。
未来視（ビジョン）
数秒先、あるいは遥か未来の出来事を映像のように見る力。
未来視は確定された未来ではなく、行動次第で変えることも可能である。もし未来視を見ても何も対処しなかった場合、未来視の内容通りの出来事が起こる。また、どんなに最善を尽くしても変えることのできない不可避の未来も中には存在する。
予知のような力であるが、上記のようにこれはエーテルの流れとその因果律を読み取り、それを基に未来の出来事を映像としてシミュレーションする力である。そのため、因果の流れの外となっている存在を未来視することはできない。
反モナド場（アポクリファ）
フェイス同様、エギルがモナド対策として発明したもので、モナドの力をかなり抑えることができる。
その原理は、根源元素エーテルに干渉する波動を放つモナドに対し、相反する波動をぶつけることで無力化するというものである。
中央工廠の最奥部、機神界中枢直下にある「アポクリファ発生器」より生じ、その効力は遠く離れたガラハド要塞や落ちた腕にまで及ぶほど。
ジャンクス
「落ちた腕」にあるマシーナの隠れ里の核を為す飛翔機械。
広い後部甲板と2枚の可動型水平翼と垂直翼を持ち、フェイスの後部に備えていたような推進装置を使って飛行する。
また下部に2門のビーム砲を備えており、機神の中央工廠最上部への侵入の際、威力を発揮した。
中枢には常にミゴールがその巨体を納めており、再加入したフィオルンの生命維持装置を修復したリナーダ、ヴァネア、ジャンクススタッフらとともにシュルクたちの空中輸送をサポートする。

## 評価
Wiiチャンネル『みんなのニンテンドーチャンネル』内の「みんなのおすすめ」では、全ユーザー対象の平均評価で最高ランクである「プラチナランク（おすすめ度平均95〜100点）」を同チャンネルが終了するまで3年以上維持した。これはプラチナランクを維持した期間としては最長記録である。海外版発売の際に行われた海外メディアのレビューにおいても、90%以上を平均して獲得するなど軒並み高い評価を得た。
日本ゲーム大賞2011優秀賞。

## 世界展開

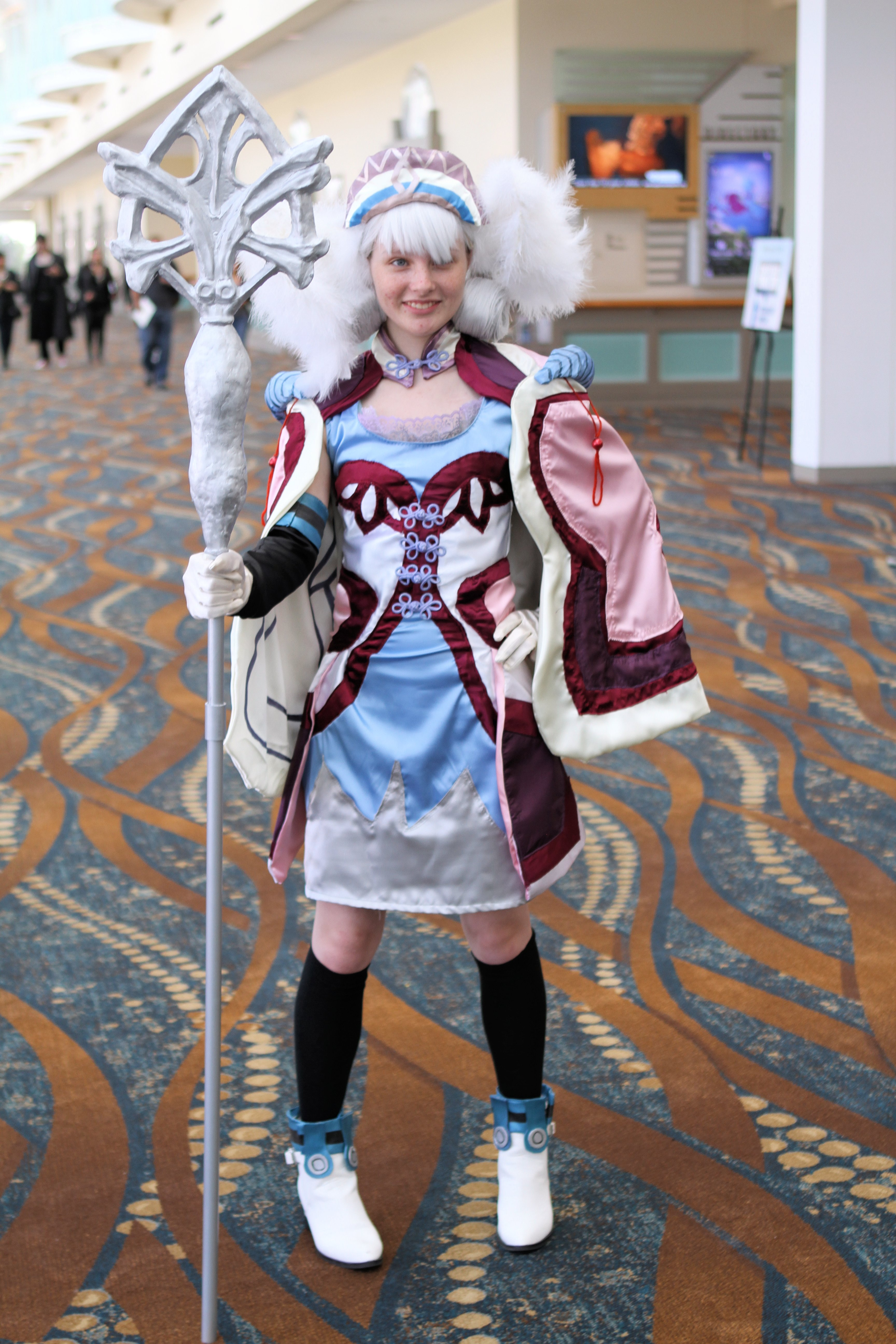
メリアのコスプレ（Long Beach Comic Expo 2014）。

欧州版は、赤く塗装された専用のクラシックコントローラPROや後述のオンライン投票で決定されたイラストのリバーシブルパッケージ、高橋哲哉のサインが印刷された3枚の特典ポスターが同梱されたスペシャルパック版も発売された。また、2011年の5月13日から同月25日までの期間、パッケージのデザインを複数の候補の中からFacebookとTwitterからのユーザー投票で決定するという企画が行われていた。
なお、2011年4月26日の任天堂決算にて欧州版の発売時期が決定されると同時に、北米版は発売予定欄から消失しており、北米での発売を希望する任天堂ゲームファンのグループがアピールの一環としてAmazon.comに大量の購入予約を入れた結果、未発売ゲームであるにもかかわらず同通販内のNo.1ベストセラー商品となってしまったという珍事が発生した。その後の2012年4月、北米でも発売することが決定した。

## Newニンテンドー3DS版
2015年4月2日発売。初のNewニンテンドー3DS専用ソフトであり、旧型のニンテンドー3DSやニンテンドー2DSには対応していない（後に発売されたNewニンテンドー2DS LLには対応）。
3DSの基本仕様である裸眼立体視映像への対応、上下2画面への最適化（下画面にキャラステータス・小マップ表示を割り振り、上画面はキャラクター・情景画面のみを表示）が行われている。加えてNewニンテンドー3DSの基本仕様である3Dブレ防止機能により、いわゆる3D酔いを抑止している。
このほか、「コレクション」モードを新設。すれちがい通信・amiiboなどで手に入れる事が出来る「トークン」を使う事でゲーム内の3Dキャラクターモデルの閲覧やサウンドが開放されていく。

## その他
大乱闘スマッシュブラザーズ for Nintendo 3DS / Wii U
プレイヤーキャラクターとしてシュルクが参戦しているほか、ダンバンとリキも最後の切りふだとして出演している（リキはアシストフィギュアとしても登場する）。
また、ステージとして「ガウル平原」が採用され、Wii U版にのみ黒いフェイスが出現する。
本作の原曲がステージ音楽に採用されており、またシュルク初参戦のイラストはモノリスソフトが担当している。
大乱闘スマッシュブラザーズ SPECIAL
ファイターのシュルク、対戦ステージ「ガウル平原」や収録BGMが前作から続投、アシストフィギュアのリキも引き続き登場する。シュルクの最後の切りふだにフィオルンの登場が追加された。
amiibo
- シュルクのamiiboが第3弾として登場。

Newニンテンドー3DS専用 きせかえプレート No.059
- 『ゼノブレイド』New 3DS版と同日発売予定。モナドをあしらったデザインとなっている[29]。数量限定販売。

PROJECT X ZONE 2：BRAVE NEW WORLD
味方側のプレイヤーキャラクターとしてフィオルン、敵側のキャラクターとして黒いフェイスがゲスト参戦。フィオルンは機械化された状態での登場であり、『ゼノサーガ』シリーズのKOS-MOSとペアを組んでいる。
スーパーマリオメーカー
ハテナキノコのバリエーションの一つとしてシュルクが登場。シュルクのamiiboをタッチすると入手できるほか、100人マリオをクリアすると入手できることがある。シュルクに変身している間のマリオは原作で収録されたボイスを発する他、ステージクリアすると秘境発見時のファンファーレが鳴る。

## 制作スタッフ
- 高橋哲哉：総監督・原案・脚本・企画・エンディングテーマ作詞
- 川畑真吾：プロデューサー
- 小島幸：ディレクター・ゲームデザイン
- 竹田裕一郎：脚本
- 杉浦博英：シニアプロデューサー
- Tonny W.M.Koo 本根康之：コンセプト・アート

音楽
- 下村陽子：メインテーマ等
- 清田愛未
- ACE+（ACEと平松建治による期間限定ユニット）
- 光田康典：エンディングテーマ「Beyond the Sky」作曲
- サラ・オレイン：Beyond the Sky　ヴォーカル担当

任天堂
- 山上仁志：ゼネラルプロデューサー
- 服部由里絵：脚本
- 横田弦紀：ディレクター
- 波多野信治：シニアプロデューサー
- 岩田聡：エグゼクティブプロデューサー

## 経緯
- 2009年のE3において初披露された。当時のタイトルは『モナド（仮称）』（Monado: Beginning of the World）。
- 2010年1月29日の任天堂第3四半期決算説明会において『ゼノブレイド』のタイトルで2010年春発売と発表された[30]（3月までの英字表記はXENOBLADE）。
- 早期購入者特典として、ゲーム中の一部BGM12曲分を収録した非売品サウンドトラックCDが数量限定で配布された。このサウンドトラックには、過去のゼノシリーズにてキャラクターデザインを担当してきた田中久仁彦による書き下ろしイラストカードが付属している。
  - このCDは、New 3DS版の発売時にも早期購入者特典として復刻して配布された。